# 2008
2008 (MMVIII) a fost un an bisect al calendarului gregorian, care a început într-o zi de marți. A fost al 2008-lea an d.Hr., al 8-lea an din mileniul al III-lea și din secolul al XXI-lea, precum și al 9-lea an din deceniul 2000-2009. A fost desemnat:
- Anul Internațional al planetei Pământ.[1]
- Anul Internațional al Salubrității.[2]
- Anul Internațional al Cartofului, de către ONU.[3]
- Anul European al Dialogului Intercultural.[4]
- Anului Astronomiei Românești; se celebrează 100 de ani de la înființarea Observatorului din Parcul Carol din București.[5]
- Anul orașelor Liverpool (Marea Britanie) și Stavanger (Norvegia), numite Capitale Europene ale Culturii.

În astrologia chineză, începând cu 7 februarie s-a intrat în Anul șobolanului (până în 7 februarie a fost Anul porcului). Următorul An al șobolanului va fi în 2020.

## Evenimente

### Ianuarie

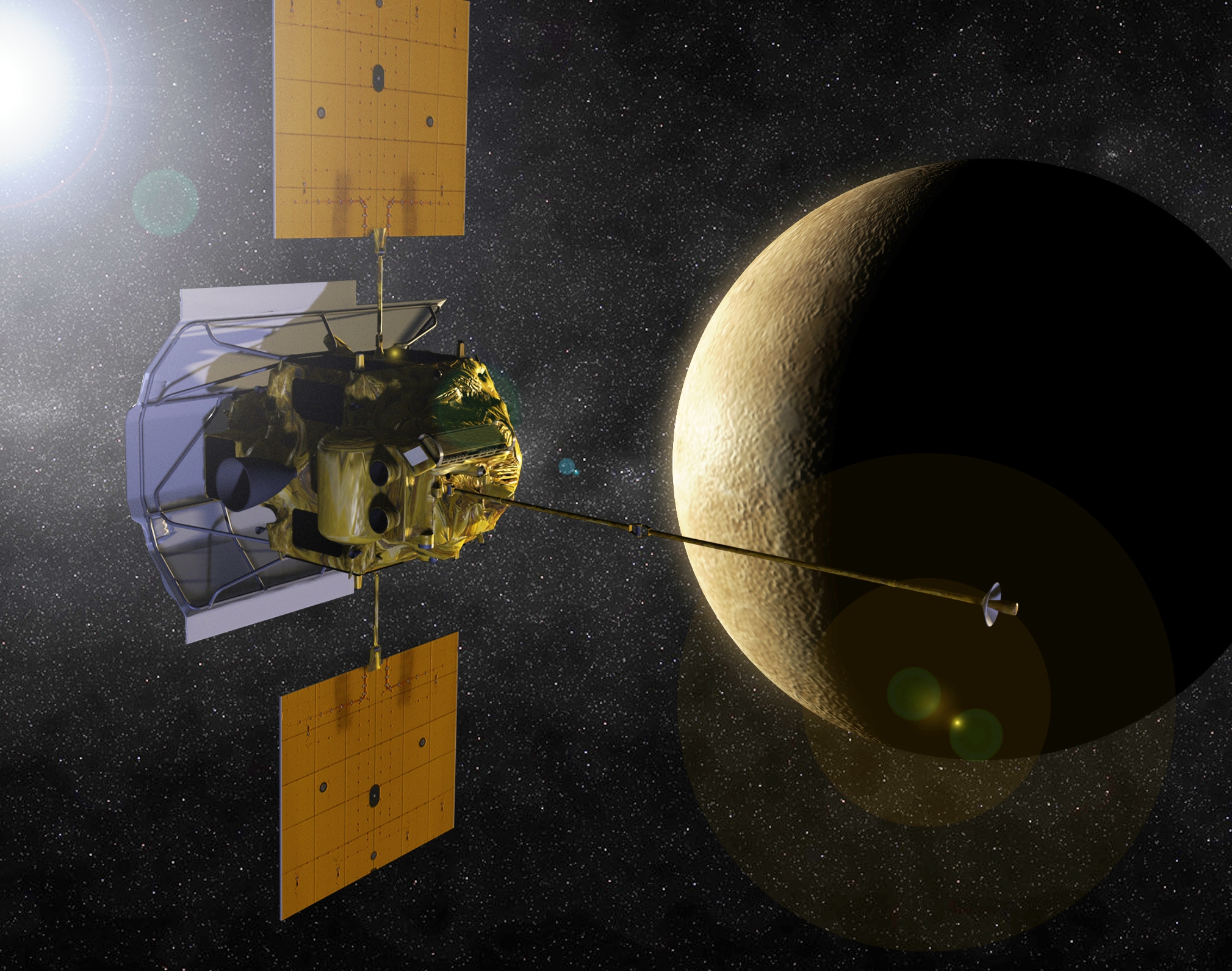
14 ianuarie: Sonda americană Messenger survolează planeta Mercur; prima apropiere de Mercur din ultimii 33 de ani.

- 1 ianuarie: Cipru și Malta adoptă moneda euro.
- 1 ianuarie: Slovenia preia președinția rotativă a Uniunii Europene.
- 4 ianuarie: Raliul Dakar 2008 este anulat din motive de securitate. Este pentru prima dată de la debutul competiției (1978), când întrecerea este anulată.
- 5 ianuarie: Alegeri prezidențiale în Georgia câștigate de Mihail Saakasvili, președintele în exercițiu, cu 53,5% din totalul voturilor exprimate.
- 9 ianuarie: Președintele american George W. Bush a început în Israel o vizită de trei zile ce cuprinde și teritoriile palestiniene.
- 22 ianuarie: Parlamentul irakian a adoptat temporar un nou steag național.
- 24 ianuarie: Prim-ministrul Italiei, Romano Prodi, demisionează din funcție după ce pierde votul de încredere din Senat.
- 27 ianuarie: Sârbul Novak Đoković îl învinge pe francezul Jo-Wilfried Tsonga în finala turneul de tenis Australian Open .
- 29 ianuarie: Un asteroid botezat TU24 a trecut la o distanță foarte mică de Terra, aproape 500.000 de km.
- 31 ianuarie: Curtea Constituțională a României a declarat drept neconstituționale articolele de lege care reglementează funcționarea CNSAS.

### Februarie

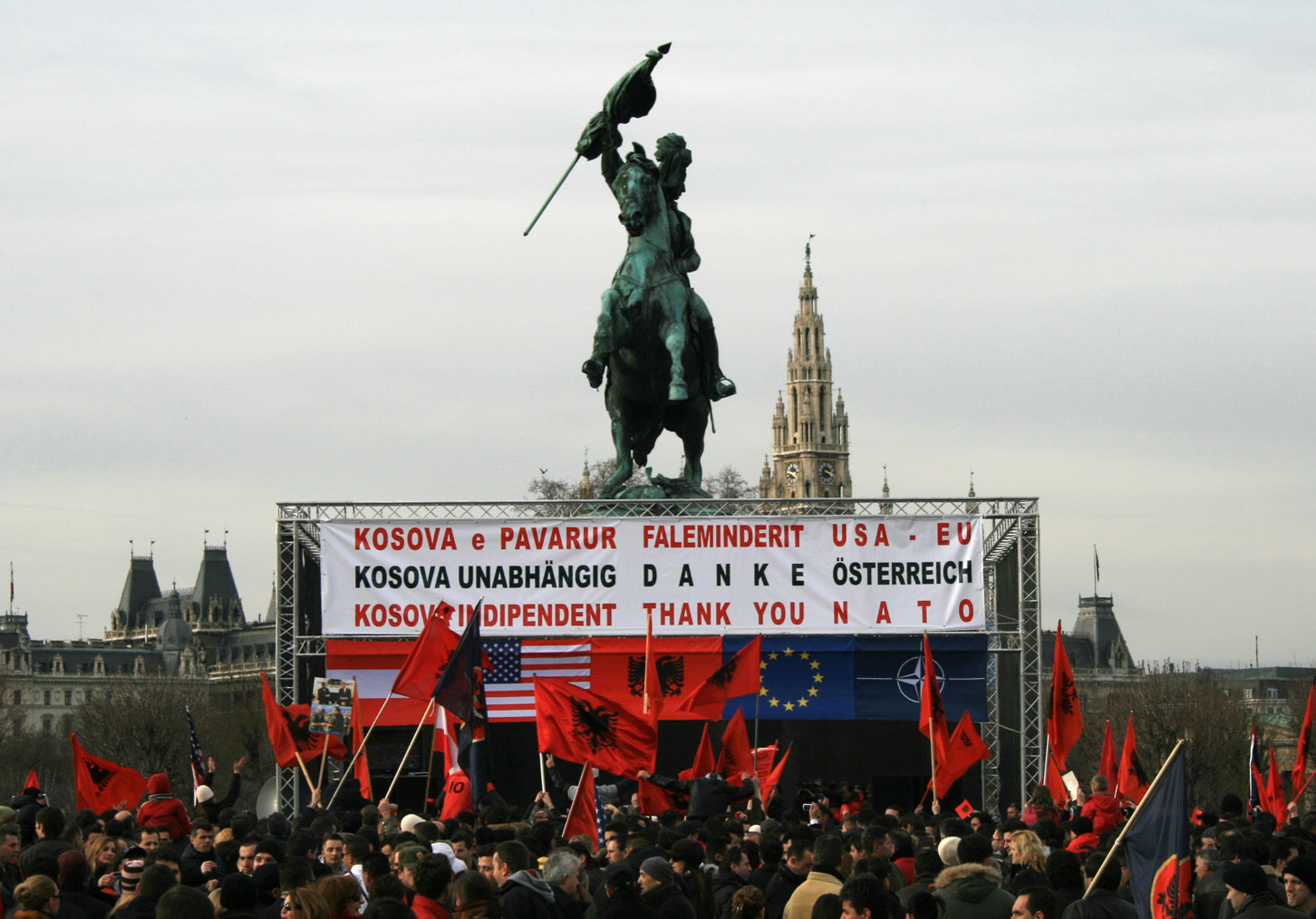
17 februarie: Kosovo își autodeclară independența față de Serbia.

- 3 februarie: Boris Tadić este reales în funcția de președinte al Serbiei după al doilea tur de scrutin cu 51,61% din totalul voturilor exprimate.
- 4 februarie: Vizita președintelui francez Nicolas Sarkozy în România.
- 4 februarie: Iranul a inaugurat primul său centru spațial și a testat o rachetă ce va fi utilizată pentru plasarea în spațiu a unui satelit.
- 5 februarie: Guvernul Tăriceanu a aprobat o ordonanță de urgență care permite menținerea CNSAS-ului într-o formă apropiată de cea actuală.
- 6 februarie: Parlamentul italian este dizolvat. Urmează alegeri anticipate în aprilie.
- 10 februarie: A 50-a ediție a premiilor Grammy a avut loc la "Staples Center" în Los Angeles, California.
- 14 februarie: O persoană a deschis focul într-o sală de curs din cadrul Universității Northern Illinois din Statele Unite. Atacatorul, fost student al Universității, s-a sinucis după ce a făcut cinci morți și a rănit 16 persoane.
- 15 februarie: Václav Klaus este reales președinte al Republicii Cehe.
- 17 februarie: Kosovo și-a autoproclamat independența față de Serbia.
- 19 februarie: Fidel Castro a renunțat la președinția Cubei.
- 21 februarie: Ultima eclipsă totală de lună din acest deceniu. Următoarea eclipsă va fi în iunie 2011.
- 21 februarie: Marina militară americană a reușit să distrugă satelitul de spionaj scăpat de sub control (din decembrie 2006). Satelitul a fost doborât la 247 de km deasupra Oceanului Pacific, de o rachetă tactică modificată (SM-3). Este pentru prima dată când se apelează la o astfel de soluție.
- 21 februarie: Președintele sârb Boris Tadić într-o vizită de câteva ore în România, la invitația președintelui Traian Băsescu. Sute de mii de sârbi protestează la Belgrad față de declararea independenței Kosovo.
- 21 februarie: Un cutremur de magnitudine 6,2 grade Richter s-a produs în Norvegia; este cel mai puternic seism înregistrat vreodată în această țară.
- 24 februarie: La Kodak Theatre din Hollywood, California a avut loc a 80-a ediție a Premiilor Oscar.
- 24 februarie: Dimitris Christofias este ales președinte al Ciprului după al doilea tur de scrutin cu 53,37% din numărul voturilor exprimate.
- 24 februarie: Raúl Castro este ales în unanimitate de către Adunarea Națională, președinte al Cuba.

### Martie

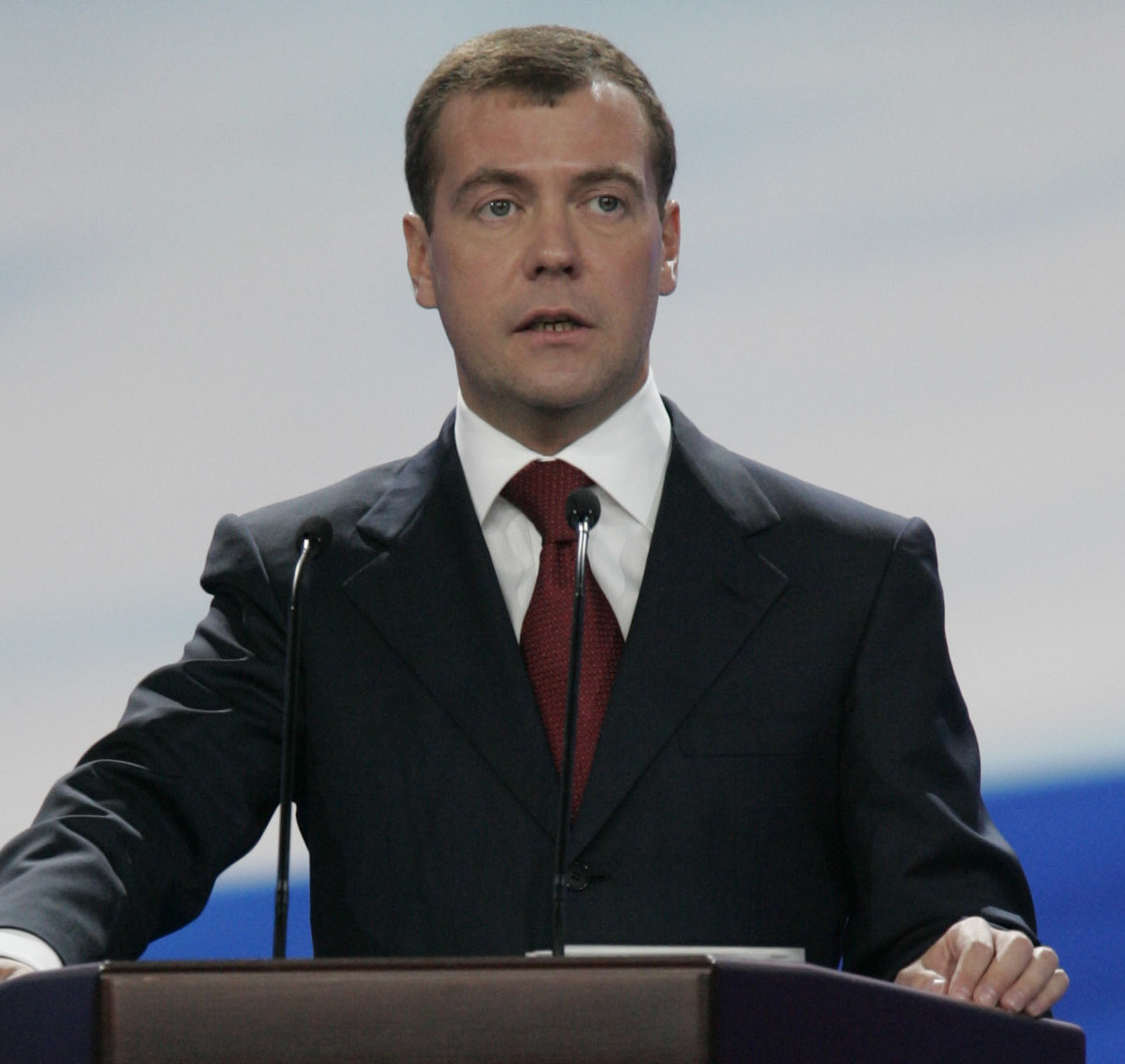
Dmitry Medvedev este ales președinte al Rusiei din primul tur cu 70% din voturile exprimate.

- 2 martie: Alegeri prezidențiale în Rusia: Dmitri Medvedev este ales președinte al Rusiei din primul tur cu 70% din voturile exprimate. Îi succede lui Vladimir Putin din luna mai.
- 3 martie: La Palatul Regal se desfășoară Gala Premiilor Gopo.
- 4 martie: Camera Deputaților din România a adoptat cu 231 de voturi pentru, 11 voturi împotrivă și 18 abțineri, votul uninominal.
- 9 martie: Alegeri generale în Spania. Partidul Socialist condus de prim-ministrul José Luis Rodríguez Zapatero este reales și obține cele mai multe locuri în Camera Deputaților.
- 12 martie: Scriitoarea Monica Lovinescu donează României casa din Paris. Statul român se obligă să înființeze o bursă anuală "Ierunca-Lovinescu" în favoarea studenților români din Franța care vor fi cazați în această casă.
- 13 martie: Președintele sârb, Boris Tadić a semnatul dectretul de dizolvare a parlamentului și convocarea alegerilor legislative anticipate pentru data de 11 mai.
- 14 martie: Alegeri legislative în Iran.
- 14 martie: Arheologii peruani au descoperit ruinele unui templu străvechi despre care se crede că a precedat perioada Imperiului incaș.
- 19 martie: Premierul Republicii Moldova, Vasile Tarlev, și-a dat demisia pentru a permite schimbarea guvernului.

### Aprilie

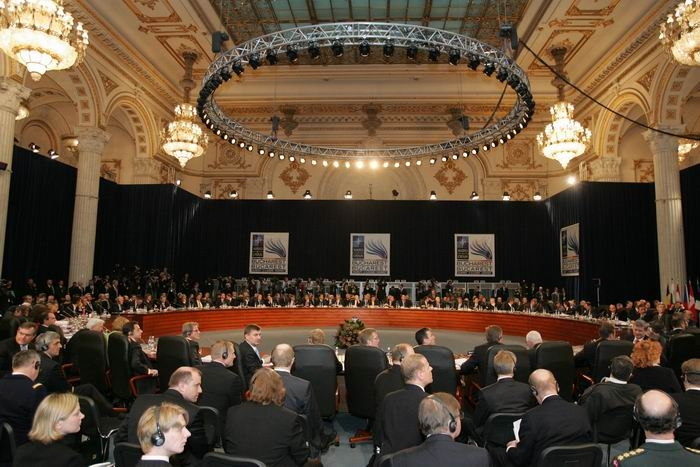
2-4 aprilie: Summitul NATO de la București.

- 2-4 aprilie: Summit NATO la București.
- 6 aprilie: Alegeri prezidențiale în Muntenegru: Filip Vujanović este ales președinte cu 64,34% din voturile exprimate.
- 13 aprilie: Alegeri în Italia: Coaliția condusă de Silvio Berlusconi a câștigat majoritatea locurilor în Camera Deputaților și în Camera Senatului.
- 14 aprilie: A XVI-a ediție a premiilor UNITER.
- 16 aprilie: Papa Benedict al XVI-lea vizitează Casa Albă.
- 20 aprilie: Alegeri prezidențiale în Paraguay: Fernando Lugo este ales președinte cu 40,8% din voturile exprimate. Este pentru prima dată în ultimii 60 de ani când puterea conservatoare pierde alegerile prezidențiale.
- 22 aprilie:  Chirurgii de la spitalul Moorfields Eye din Londra efectuează primele operații folosind ochii bionici, implantându-le la doi pacienți orbi.

### Mai

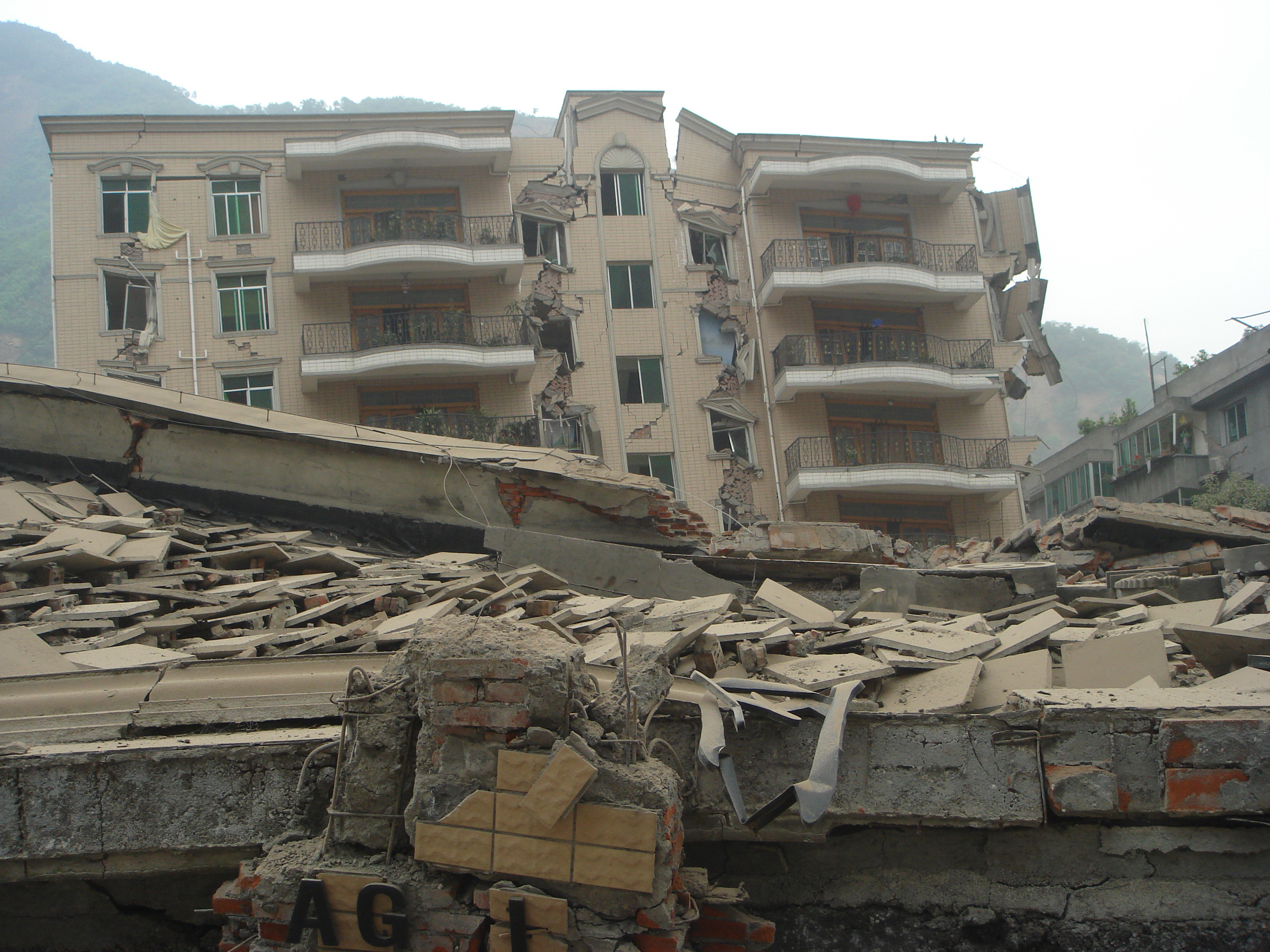
12 mai: Cutremur în China.

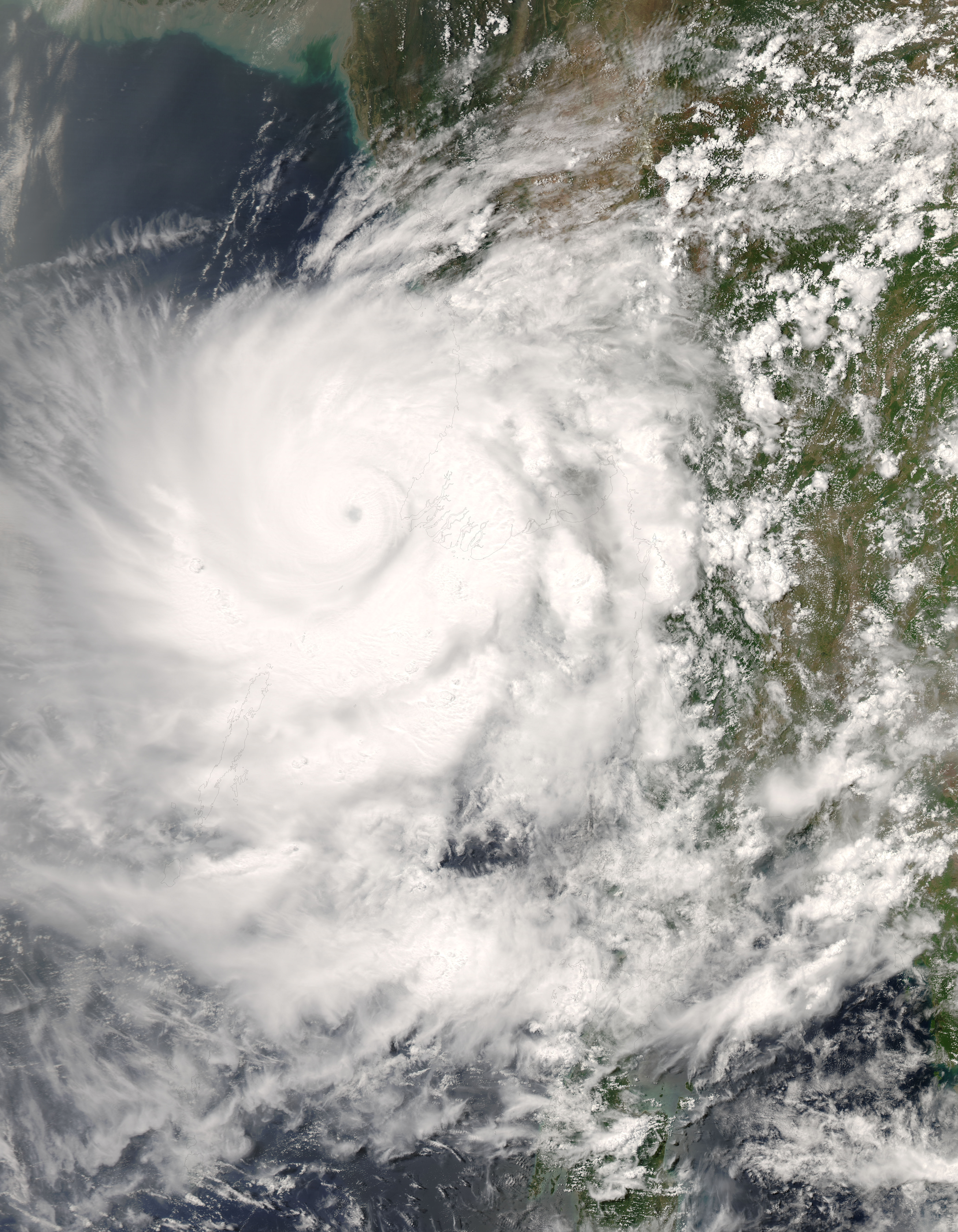
Ciclonul Nargis

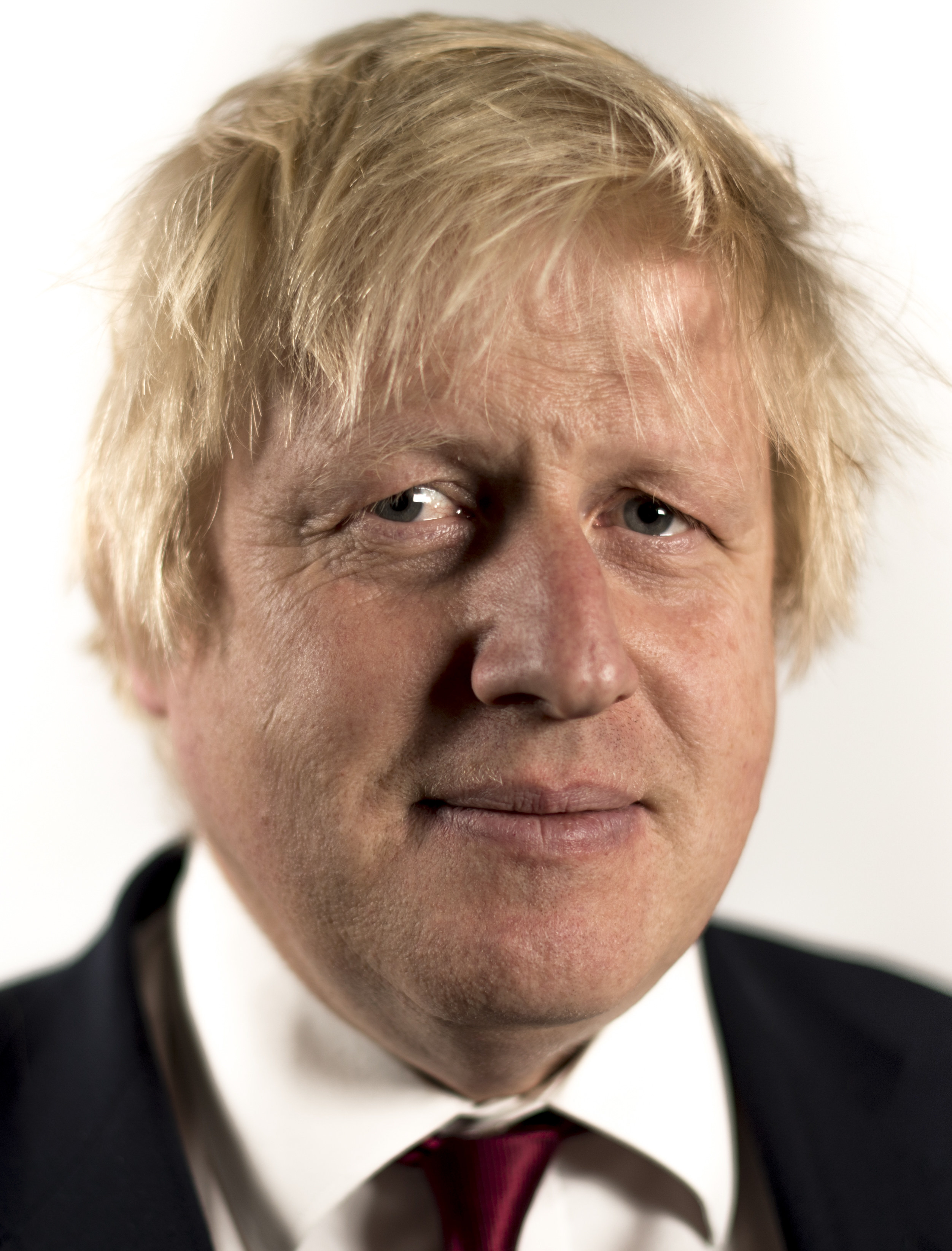
Alegeri pentru primăria Londrei câștigate de conservatorul Boris Johnson

- 1 mai: Alegeri pentru primăria Londrei câștigate de conservatorul Boris Johnson.
- 3 mai: Ciclonul Nargis devastează Myanmar, omorând peste 100.000 de oameni.
- 4 mai: Peste 134.000 de persoane ucise sau dispărute de ciclonul Nargis în Myanmar, cel mai mare dezastru natural de la Cutremurul din Oceanul Indian din 2004.
- 7 mai: Dmitri Medvedev depune jurământul ca președinte al Rusiei.
- 8 mai: Vladimir Putin este confirmat ca al 10-lea prim-ministru al Rusiei, după votul din Duma de Stat.
- 10 mai: În Myanmar se desfășoară un referendum constituțional prin care se va schița cadrul politic al țării.
- 11 mai: Alegeri locale și parlamentare în Serbia.
- 12 mai: Peste 50.000 de persoane sunt ucise în China de un cutremur care măsoară 7,9 grade Richter. Epicentrul a fost localizat la 90 km vest-nord-vest de Chengdu.
- 13 mai: Alegeri prezidențiale în Liban.
- 14 mai: FC Zenit Sankt Petersburg câștigă Cupa UEFA după victoria de 2-0 împotriva echipei Glasgow Rangers.
- 22 mai: România: Prima ediție a Premiilor Naționale pentru Artă. Premiul pentru Cinematografie i-a revenit lui Cristian Mungiu, premiul pentru Literatură l-a primit Mircea Cărtărescu.
- 24 mai: Finala concursului Eurovision din Serbia câștigată de Rusia. România s-a clasat pe locul 20 din 25 finaliști.
- 25 mai: A început turneul de tenis de la Roland Garros.
- 30 mai: A început cea de-a 7-a ediție a Festivalul Intrenațional de Film Transilvania.

### Iunie

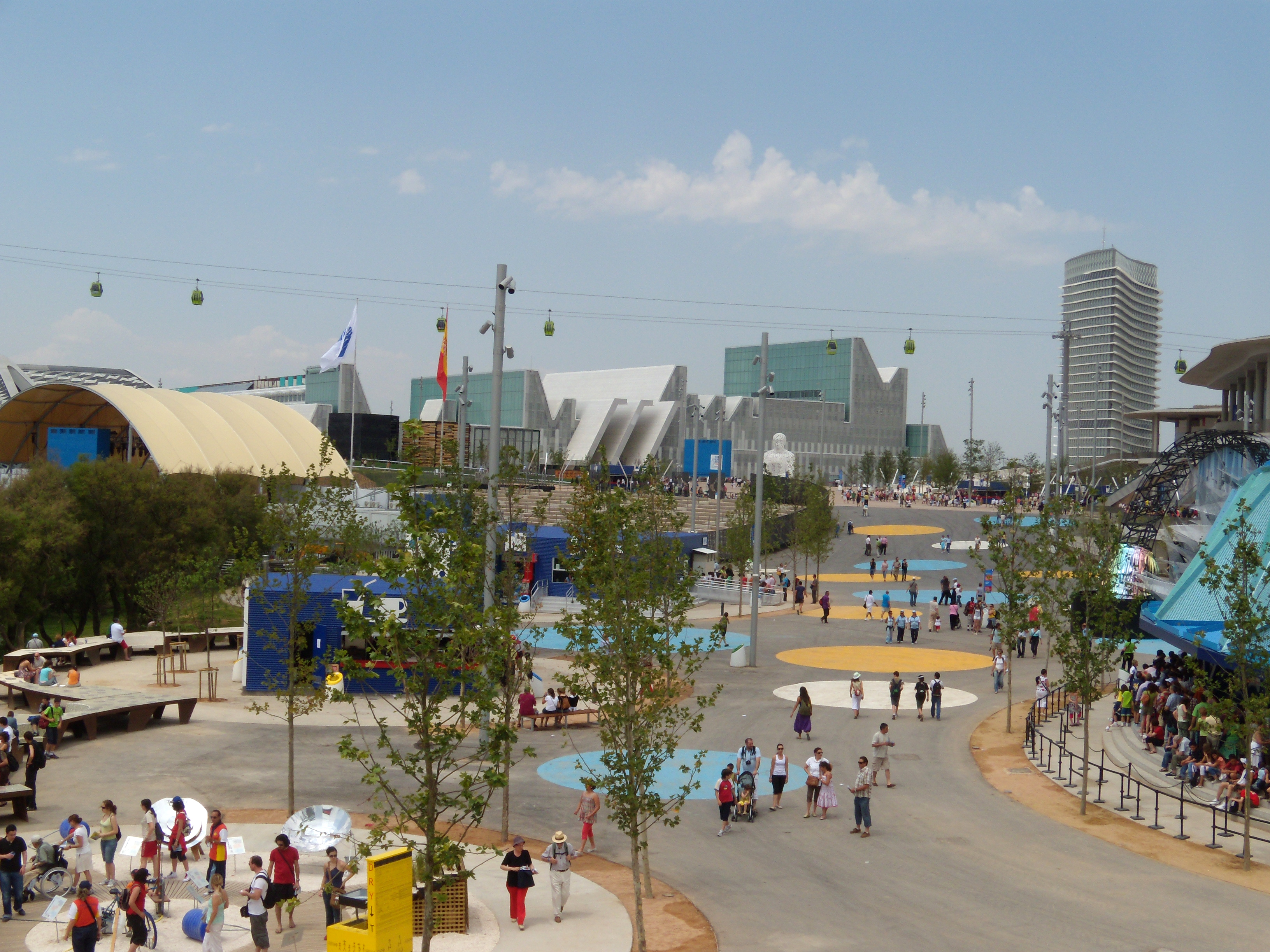
Expo 2008 la Zaragoza

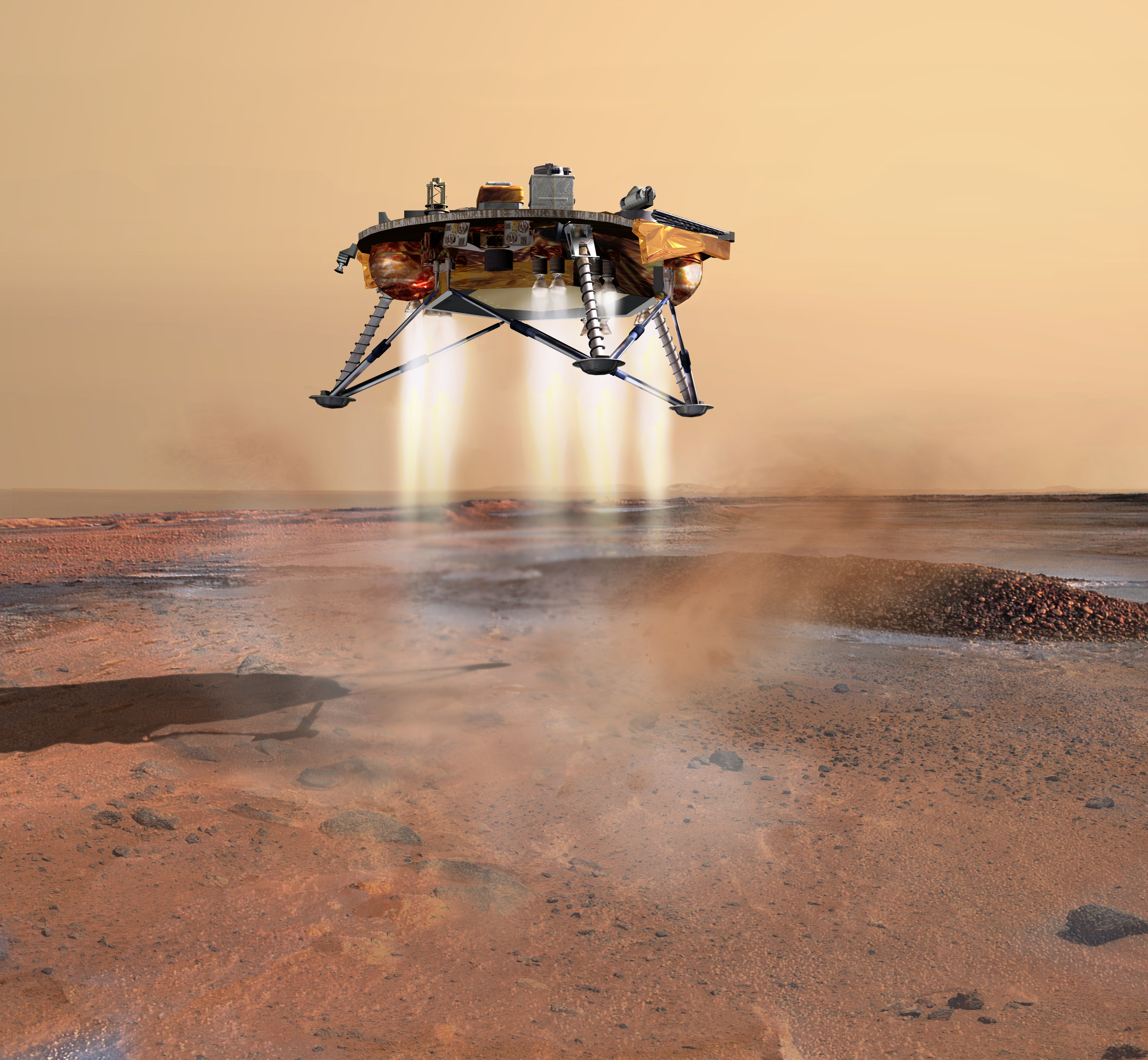
Sonda Phoenix aterizează în zona polară a planetei Marte

- 1 iunie: Primul tur al alegerilor locale din România.
- 7 iunie: Campionatul European de Fotbal din Elveția și Austria.
- 7-14 iunie: A 45-a ediție a Turului României câștigat de maghiarul Rida Cador de la echipa P-Nivo Betonexpressz.
- 12 iunie: Irlanda respinge prin referendum Tratatul de la Lisabona cu peste 53% din voturi. Tratatul de la Lisabona ar fi urmat să înlocuiască proiectul Constituției europene, respins în 2005 de Franța și Țările de Jos.
- 15 iunie: Al doilea tur al alegerilor locale din România.
- 23 iunie-6 iulie: Turneul de tenis de la Wimbledon câștigat de Rafael Nadal la masculin și de Venus Williams la feminin.
- 27 iunie: În al doilea tur de scrutin al controversatelor alegeri prezidențiale din Zimbabwe, președintele Robert Mugabe este reales cu 85,5% din voturile exprimate.

### Iulie
- 1 iulie: Franța preia de la Slovenia președinția Consiliului European.
- 5-27 iulie: A 95-a ediție a Turului Franței.
- 19 iulie: Primele alegeri prezidențiale din istoria Nepalului câștigate de Ram Baran Yadav.
- 22 iulie: Este arestat Radovan Karadžić, acuzat de TPI de crime de război, în special de organizarea masacrării musulmanilor la Srebrenica.
- 30 iulie - 5 august: Cea de-a XXII-a ediție a Congresului Mondial de Filosofie are loc la Seul, Coreea de Sud.

### August

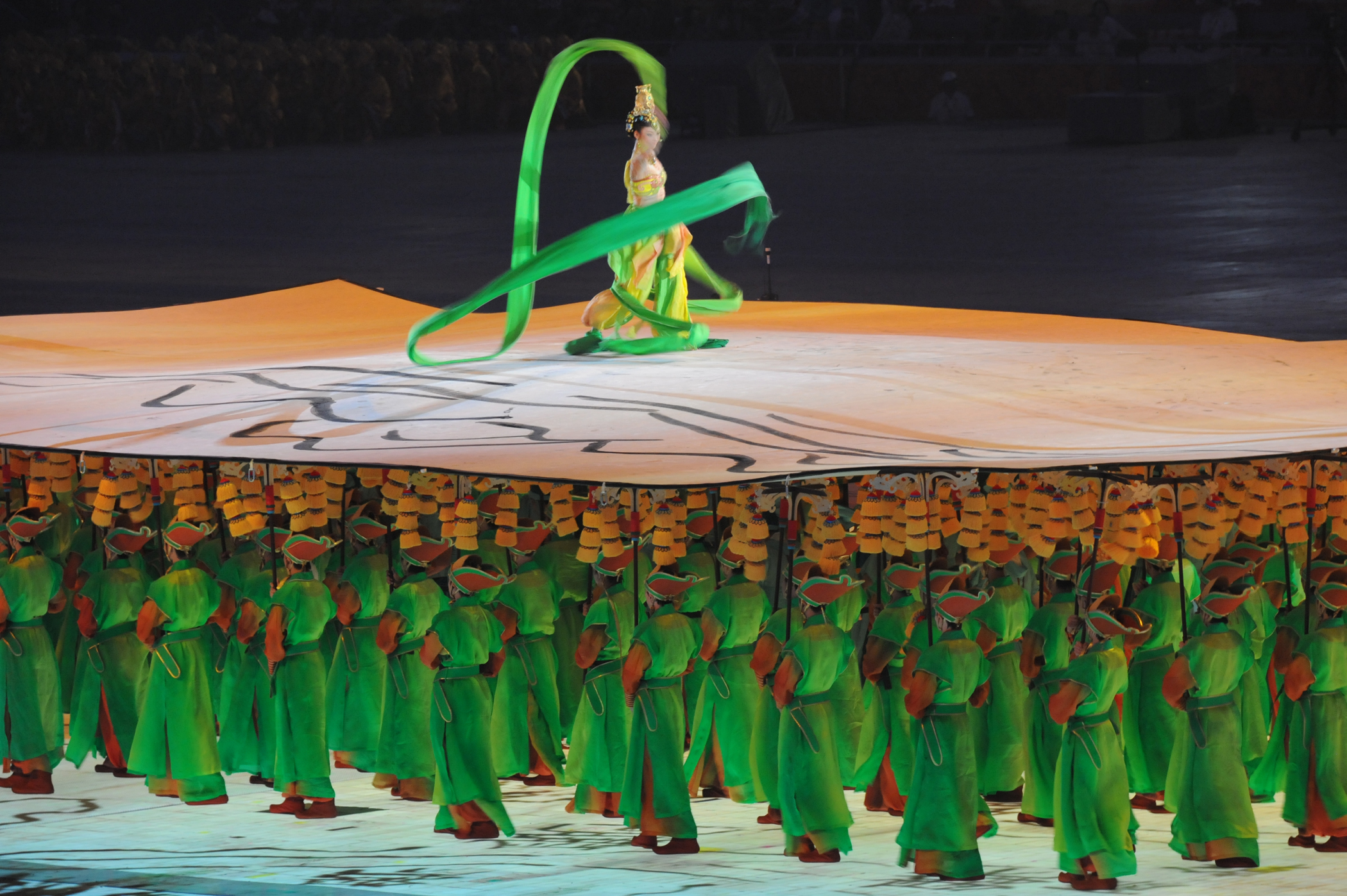
Ceremonia de deschidere a Jocurilor Olimpice de la Beijing.

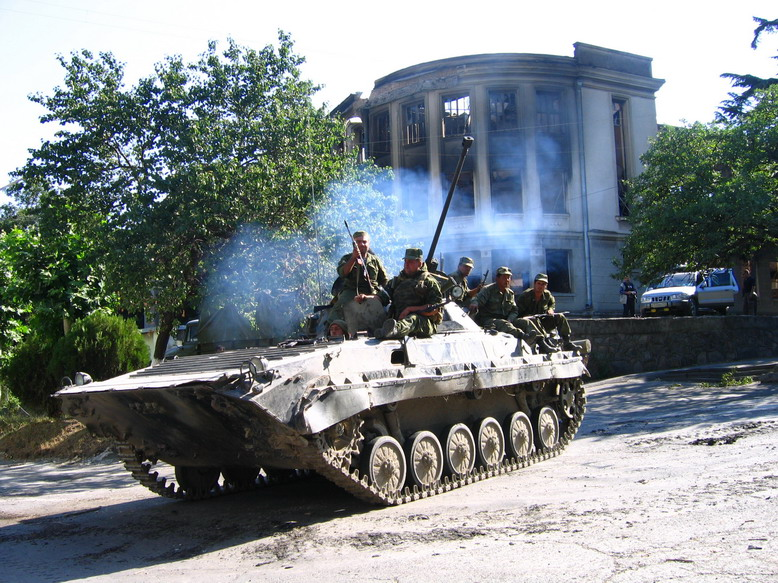
Izbucnește războiul din Ossetia de Sud dintre Georgia si Rusia

- 1 august: Eclipsă de Soare totală, vizibilă în nord-estul Canadei, nordul Groelandei, Siberia, Mongolia și China
- 1 august: Redacția în limba română a postului de radio BBC își încetează activitatea, după 68 de ani de emisie neîntreruptă.
- 8 - 24 august: Jocurile Olimpice de vară din 2008, Beijing, China.
- 8 august: Rusia declară război provinciei separatiste Osetia de Sud, în orașul Gori din Georgia urmând multe bombardamente, raiduri aeriene.
- 15 august: Trupele rusești părăsesc provincia separatistă Osetia de Sud din Georgia, după multe zile de bombardamente, în orașul Gori.
- 18 august: Pervez Musharraf renunță la funcția de președinte al Pakistanului, în urma procedurii de suspendare instituită de către coaliția guvernamentală[6]
- 20 august: Un avion McDonnell Douglas MD-82 al SpanAir s-a prăbușit imediat după decolare pe aeroportul Barajas din Madrid. Sunt numeroși morți (aproape 150 persoane) și răniți.[7]
- 25 august-7 septembrie: Turneul de tenis U.S.Open, NY.
- 26 august: Rusia recunoaște independența regiunilor separatiste georgiene Osetia de Sud și Abhazia.

### Septembrie

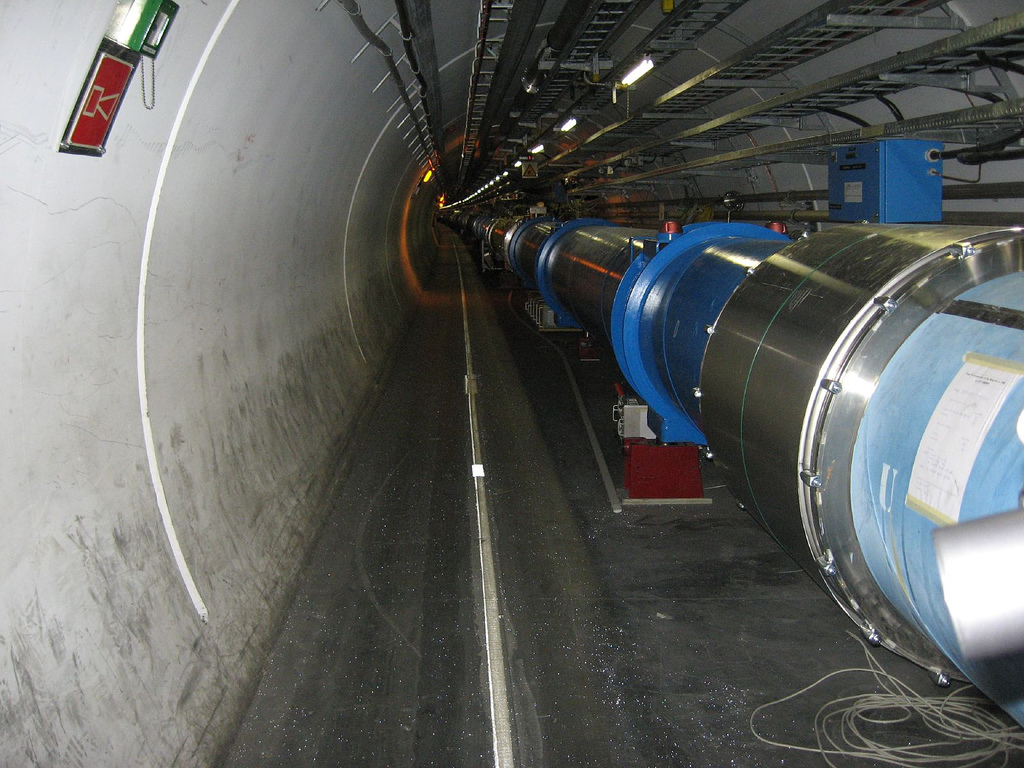
Organizația Europeană pentru Cercetări Nucleare (CERN) pune în funcțiune Large Hadron Collider (LHC), un accelerator de particule gigantic, destinat descoperirii secretelor creării Universului.

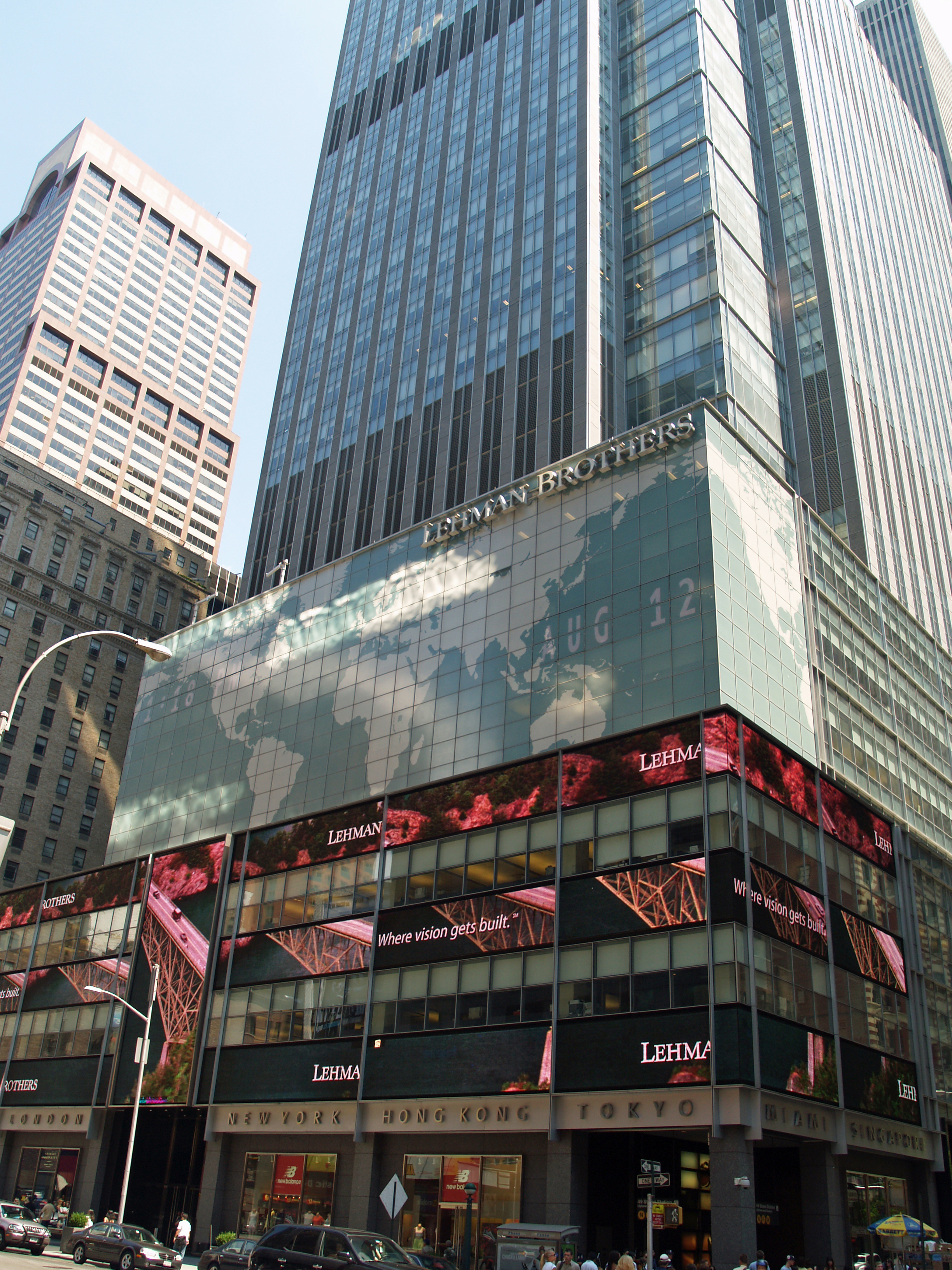
Începutul crizei financiare mondiale.

- 6 -14 septembrie: A 13-a ediție a turneului de tenis Open România.
- 7 septembrie: Criza globală financiară: într-una din cele mai mari intervenții bancare din istoria SUA, companiile ipotecare Fannie Mae și Freddie Mac sunt plasate sub tutela regulatorului Federal Housing Finance Agency.[8]
- 10 septembrie: Organizația Europeană pentru Cercetări Nucleare (CERN) pune în funcțiune Large Hadron Collider (LHC), un accelerator de particule gigantic, destinat descoperirii secretelor creării Universului.
- 15 septembrie: Criza globală financiară: Ce-a de-a patra banca americană de investiții, Lehman Brothers, intră în faliment în urma crizei de pe piața creditelor.[9]
- 15 septembrie: Încep înscrierile pentru competiția românească de blogging creativ SuperBlog 2008, eveniment online care va oferi 10.000 de dolari autorului celui mai bun articol de blog.
- 16 septembrie: Criza globală financiară: Guvernul SUA - prin Rezervele Federale - acordă un împrumut de 85 de miliarde de dolari băncii americane de investiții AIG urmând să primească, în schimb, un pachet de 79,9% din acțiunile companiei.[10]
- 17 septembrie: Uniunea astronomică internațională a clasificat Haumea ca fiind cea de-a cincea planetă pitică a sistemului solar[11].
- 20 septembrie: Gigantul accelerator de particule al Organizației Europene pentru Cercetare Nucleară (CERN) a fost oprit pentru următoarele două luni, din cauza unei scurgeri de heliu.[12]
- 25 septembrie: Shenzhou 7, al treilea zbor spațial chinez cu echipaj uman, a fost lansat cu succes.
- 25 septembrie: Kgalema Motlanthe este ales președinte de Adunarea națională din Africa de Sud; el îi succede lui Thabo Mbeki.
- 25 septembrie: Criza globală financiară: Washington Mutual, cea mai mare bancă de economii și creditare din SUA, este închisă de guvernul SUA.[13]

### Octombrie
- 1 octombrie: Matsushita Electric Industrial Co., Ltd. își schimbă numele în Panasonic Corp.[14]
- 4 octombrie: Sărbătorirea a 600 de ani de la atestarea documentară a orașelor Iași, Cernăuți și Tighina.
- 6 octombrie: Impactul meteoritului 2008 TC3 cu Terra devine primul eveniment de acest fel anticipat. Meteoritul a fost descoperit când se afla la o distanță de planeta noastră aproximativ egală cu cea dintre Lună și Pământ și este pentru prima dată când s-a descoperit obiectul înaintea intrării în atmosferă.[15]
- 22 octombrie: India lansează Chandrayaan-1, prima sa misiune de explorare a Lunii fără echipaj uman[16].

### Noiembrie
- 2 noiembrie: Lewis Hamilton își câștigă primul titlu mondial de Formula 1, de altfel devenind atât cel mai tânăr campion cât și primul campion de culoare din istoria acestui sport.
- 4 noiembrie: În alegerile prezidențiale din SUA, candidatul democrat Barack Obama îl învinge pe candidatul republican John McCain, și este ales ca cel de-al 44-lea președinte al Statelor Unite ale Americii. Barack Obama devine primul președinte afro-american al Statelor Unite ale Americii.
- 12 noiembrie: Liderul arheologilor din Egipt a anunțat descoperirea unei piramide vechi de 4.300 de ani în Saqqara.[17]
- 15 noiembrie: Opt mineri și patru membri ai echipelor de salvare au murit în urma a două explozii la mina Petrila.[18]
- 25 noiembrie: În Groenlanda a avut loc un referendum pentru creșterea autonomiei față de Danemarca. Votul a fost de peste 75% în favoarea creșterii atonomiei.
- 26 - 29 noiembrie: O serie de atentate teroriste în Mumbai, India a dus la 164 morți și cel puțin 250 de răniți.
- 30 noiembrie: Alegeri legislative în România. Partidul Democrat-Liberal a obținut cele mai multe mandate, 115 în Camera Deputaților și 51 în Senat, fiind urmat de alianța dintre PSD și PC (114 în Cameră și 49 în Senat), PNL (65 în Cameră și 28 în Senat) și UDMR (22 în Cameră și 8 în Senat). De asemenea, 18 mandate de deputat au fost obținute de reprezentanți ai altor minorități naționale.

### Decembrie

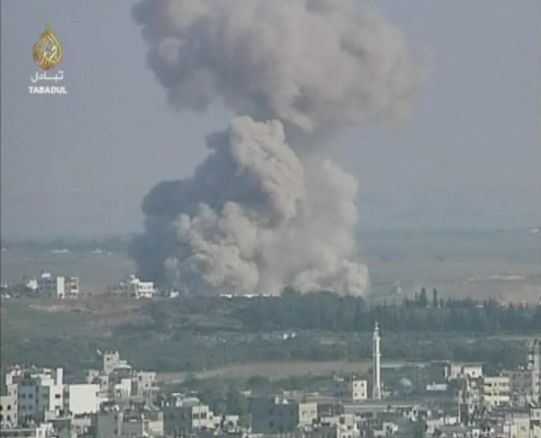
Război în fasia Gaza

- 12 decembrie: Confederația elvețiană a aderat oficial la spațiul Schengen însă este amenințată de excluderea din acest spațiu dacă la referendumul din februarie nu va adopta extinderea acordului de liberă circulație pentru România și Bulgaria.
- 14 decembrie: Liderii PDL și PSD au semnat "Parteneriatul pentru România".
- 22 decembrie: Emil Boc devine prim-ministrul României.
- 27 decembrie: Israel inițiază o serie de atacuri aeriene în Fâșia Gaza soldate cu peste 375 de morți.
- 31 decembrie: Ceasurile atomice trebuie să înregistreze o secundă în plus pentru a ține pasul cu mișcarea de rotație ușor încetinită a planetei.

## Nașteri
- 17 septembrie: Mia Talerico (Mia Kaitkyn Talerico Beck), actriță americană

## Decese

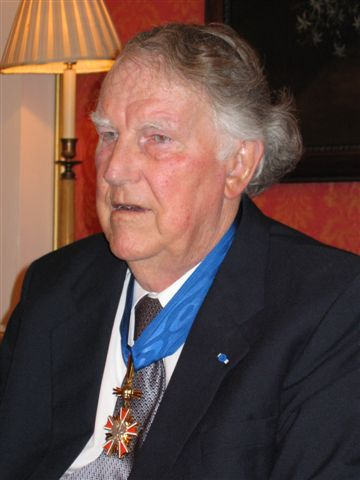
Edmund Hillary

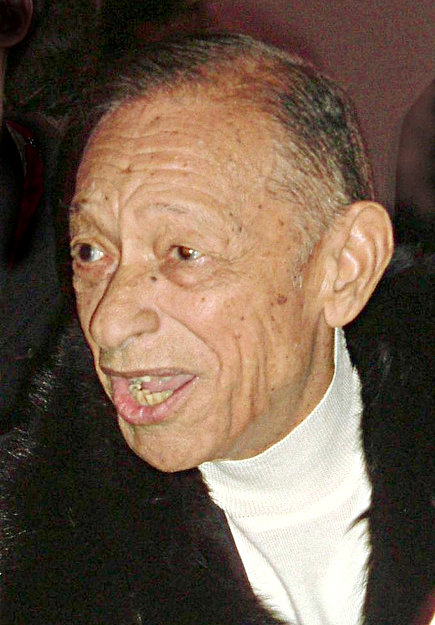
Henri Salvador

Arthur C. Clarke

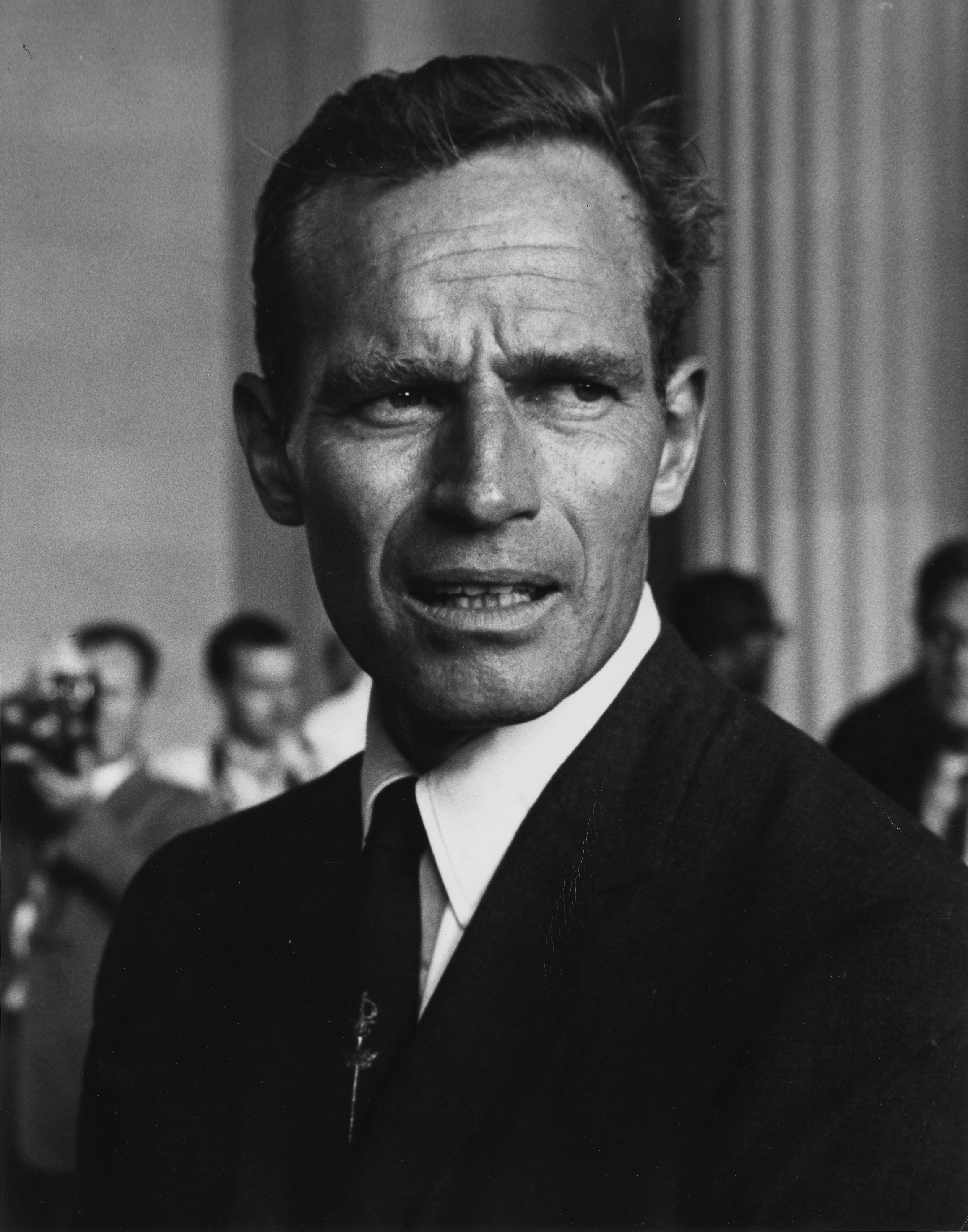
Charlton Heston

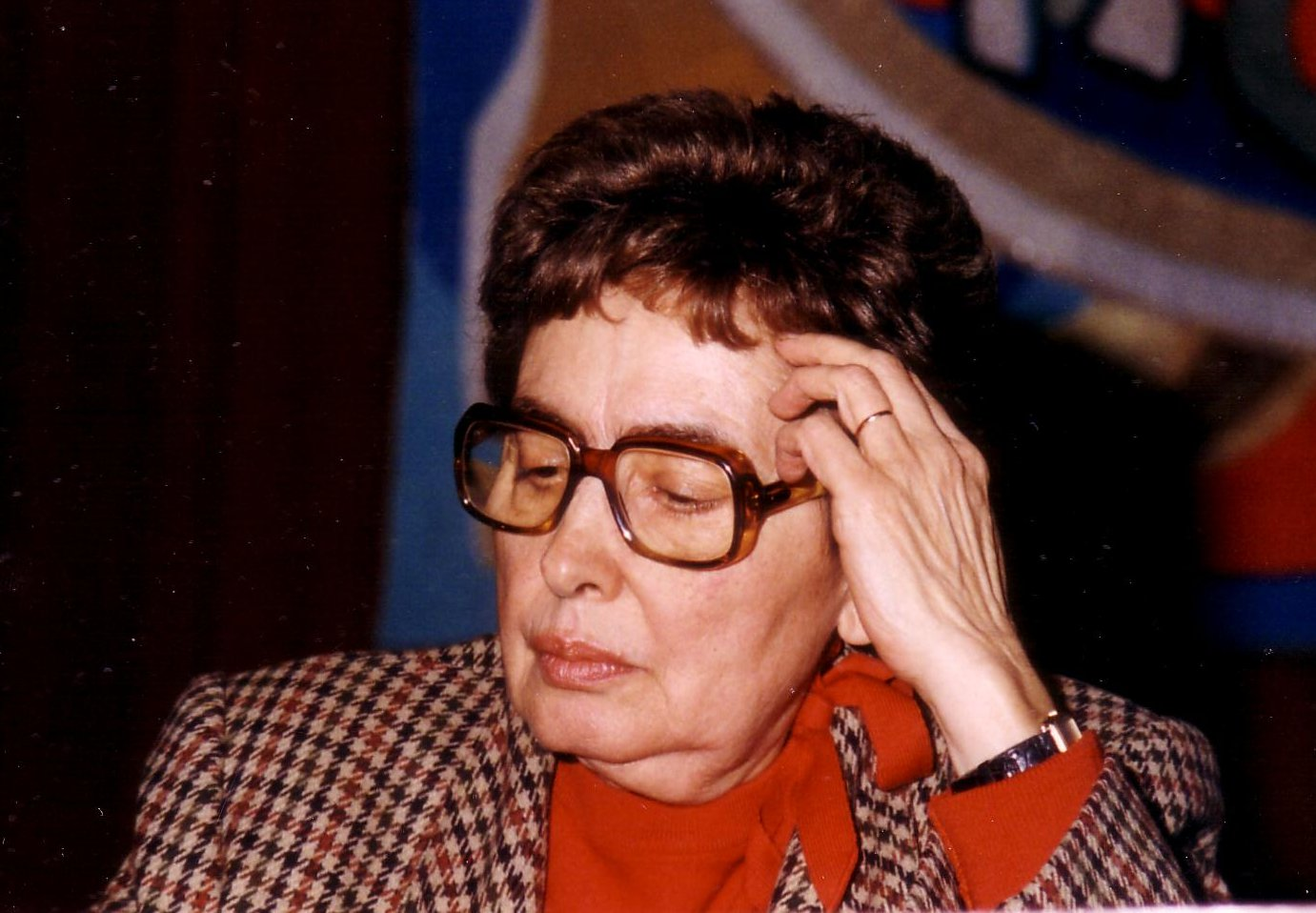
Monica Lovinescu

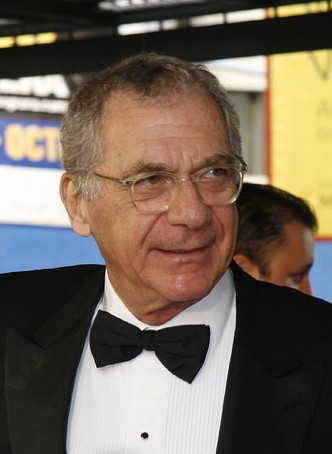
Sydney Pollack

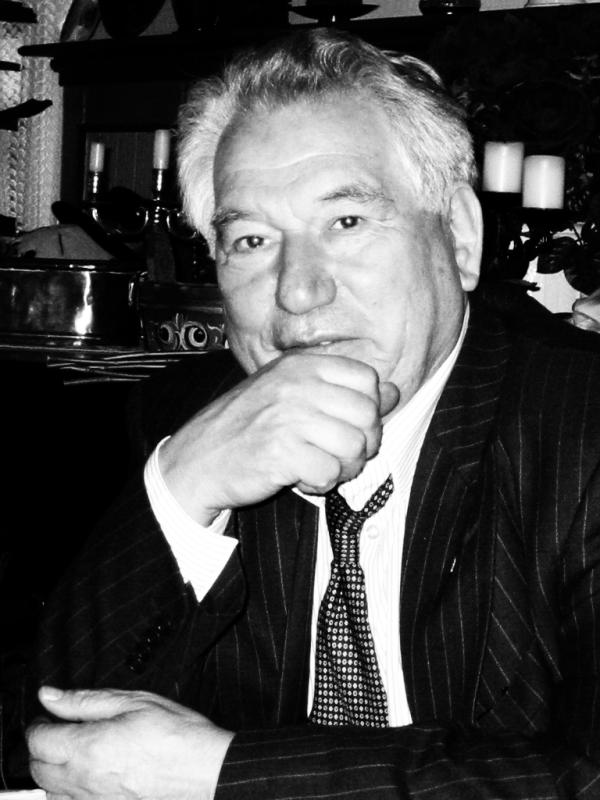
Chinghiz Aitmatov

Iosif Constantin Drăgan

Dina Cocea

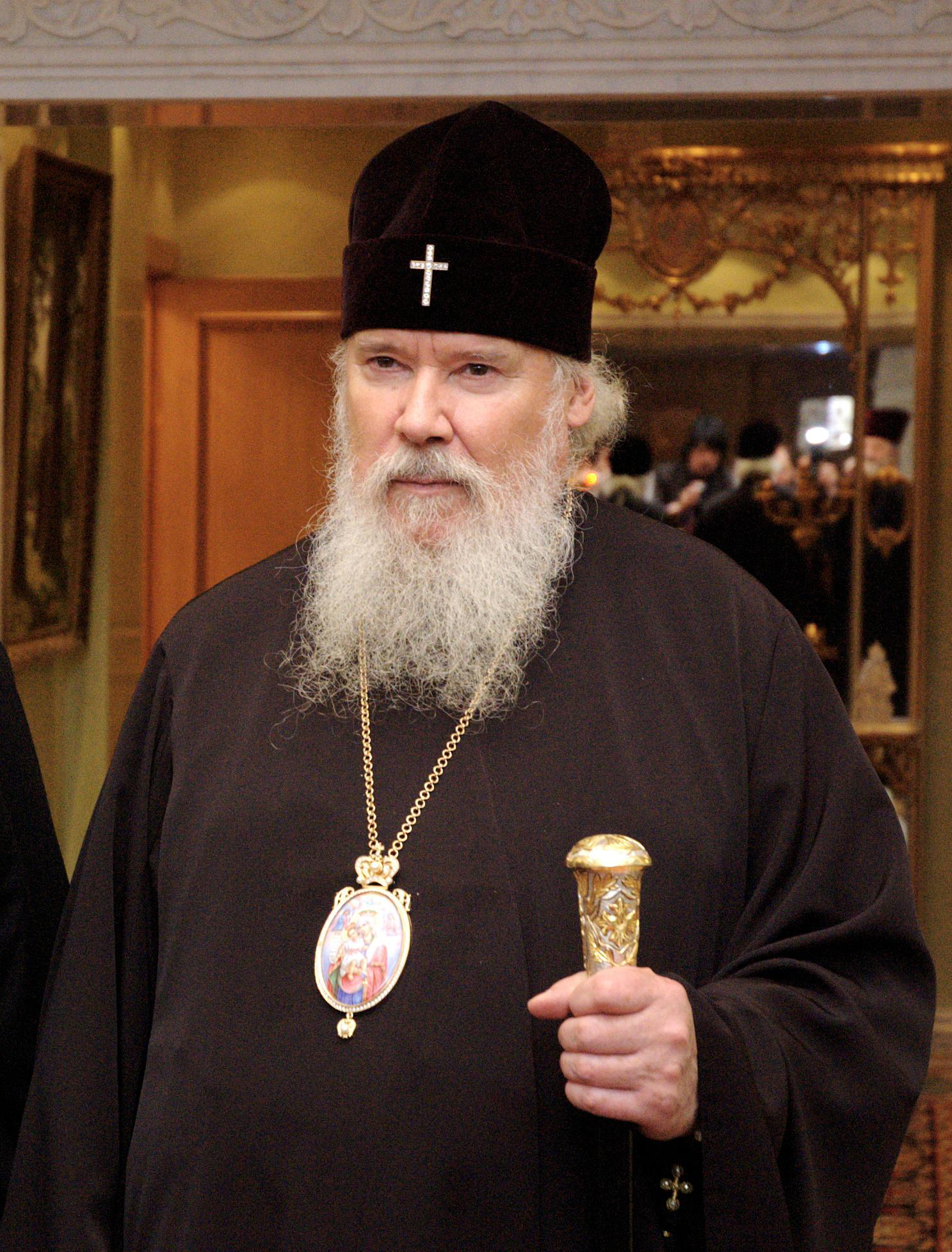
Patriarhul Alexei al-II-lea

### Ianuarie
- 3 ianuarie: Petru Dugulescu, 63 ani, deputat român (1992-2000), (n. 1945)
- 4 ianuarie: Viacheslav Ambartsumian, 67 ani, fotbalist sovietic, originar din Moscova, a jucat ca mijlocaș și atacant (n. 1940)
- 5 ianuarie: Edward Kłosiński, 65 ani, operator de film, polonez (n. 1943)
- 8 ianuarie:  Moshe Levi, 71 ani, general israelian (n. 1936)
- 8 ianuarie:  Anatol Neamțu,  53 ani, compozitor, chitarist și aranjor din R. Moldova (n. 1954)
- 10 ianuarie: Allan McEachern, 81 ani, cancelar al Universității din Columbia Britanică, canadian (n. 1926)
- 10 ianuarie: Eduard Lazarev, 72 ani, compozitor rus (n. 1935)
- 11 ianuarie: Edmund Percival Hillary, 88 ani, alpinist neozeelandez, primul om care a ajuns pe vârful Everest (munții Himalaya), (n. 1919)
- 12 ianuarie: Valentin Dinescu, 52 ani, politician român (n. 1955)
- 14 ianuarie: Barbu Brezianu, 98 ani, istoric și critic de artă român (n. 1909)
- 14 ianuarie: Lento Goffi, poet și jurnalist italian (n. 1923)
- 15 ianuarie: Corneliu Ioan Dida, 65 ani, politician român, membru al Parlamentului României din partea PSD (n. 1942)
- 16 ianuarie: Sorin Stati, 75 ani, lingvist român stabilit în Italia (n. 1932)
- 17 ianuarie: Bobby Fischer (n. Robert James Fischer), 64 ani, campion mondial la șah, american (n. 1943)
- 19 ianuarie: Georgina Bruni, 61 ani, ziaristă britanică (n. 1947)
- 19 ianuarie: Bazil Marian, 85 ani, fotbalist român (atacant), (n. 1922)
- 19 ianuarie: Suzanne Pleshette, actriță americană de film, de teatru și de televiziune (n. 1937)
- 20 ianuarie: Gheorghe Răboacă, 72 ani, senator român (1992-1996), (n. 1935)
- 22 ianuarie: Heath Andrew Ledger, 28 ani, actor australian (n. 1979)
- 22 ianuarie: Ștefan Niculescu, 80 ani, compozitor și muzicolog român (n. 1927)
- 25 ianuarie: Paul Păltănea, 83 ani, istoric român (n. 1924)
- 26 ianuarie: George Habash, 81 ani, medic și militant comunist palestinian, care a fondat Frontul Popular pentru Eliberarea Palestinei (n. 1926)
- 27 ianuarie: Suharto (n. Muhammad Soeharto), 86 ani, al 2-lea președinte al Indoneziei (1967-1998), (n. 1921)
- 28 ianuarie: Christodoulos al Atenei (n. Christos Paraskevaides), 69 ani, arhiepiscop grec (n. 1939)
- 28 ianuarie: Stelian Ivașcu, 82 ani, medic chirurg român (n. 1925)
- 29 ianuarie: Sebastian Kräuter, 85 ani, episcop al Diecezei Romano-Catolice de Timișoara (n. 1922)
- 29 ianuarie: Marcelle Lentz-Cornette, 80 ani, om politic luxemburghez, membru al Parlamentului European (1979-1984), (n. 1927)
- 30 ianuarie: Vintilă Corbul (n. Vintilă Dumitru Corbul Economu Popescu), 91 ani, scriitor român (n. 1916)
- 31 ianuarie: Cristian Munteanu, 71 ani, regizor și scenarist român (n. 1936)
- 31 ianuarie: Constantin Speteanu, 96 ani, profesor de canto, român (n. 1911)

### Februarie
- 1 februarie: Fabio Maniscalco, 42 ani, scriitor și arheolog italian (n. 1965)
- 2 februarie: Mioara Mincu (n. Mioara Slăniceanu), 74 ani, medic român (n. 1933)
- 2 februarie: Barry Morse (n. Herbert Morse), 89 ani, actor britanic de film și teatru (n. 1918)
- 3 februarie: Sheldon Brown, 63 ani, mecanic american (n. 1944)
- 4 februarie: Ion Madan, 72 ani, autor din R. Moldova (n. 1935)
- 4 februarie: Stefan Meller, 65 ani, diplomat și academician polonez (n. 1942)
- 5 februarie: Maharishi Mahesh Yogi, 90 ani, fondatorul meditației transcendentale, mentorul spiritual al trupei Beatles (n. 1918)
- 6 februarie: Max Bănuș, 81 ani, jurnalist român (n. 1926)
- 9 februarie: Mădălina Sava, 40 ani, jurnalistă română (n. 1967)
- 10 februarie: Peter Marginter, 73 ani, scriitor de literatură SF, eseist și traducător austriac (n. 1934)
- 10 februarie: Roy Richard Scheider, 75 ani, actor american de film (n. 1932)
- 12 februarie: Monica Morell (n. Monica Wirz-Römer), 54 ani, cântăreață elvețiană (n. 1953)
- 13 februarie: Henri Salvador, 90 ani, cântăreț francez de jazz (n. 1917)
- 14 februarie: Ralph Howell, 94 ani, politician britanic (n. 1923)
- 18 februarie: Gheorghe Comănescu, 79 ani, deputat român (1992-1996), (n. 1928)
- 18 februarie: Alain Robbe-Grillet, 85 ani, scriitor francez (n. 1922)
- 18 februarie: Mihaela Mitrache, 52 ani, actriță română (n. 1955)
- 18 februarie: Gheorghe Pantelie, 66 ani, pictor român (n. 1941)
- 19 februarie: Ioan Popa, 81 ani, dirijor și compozitor român (n. 1926)
- 19 februarie: Corneliu Tamaș, 75 ani, scriitor român (n. 1933)
- 20 februarie: Ondrej Štefanko, 58 ani, poet, eseist și traducător român de etnie slovacă (n. 1949)
- 21 februarie: Robin Moore (n. Robert Lowell Moore, jr.), 82 ani, scriitor american (n. 1925)
- 22 februarie: Nunzio Gallo, 79 ani, cântăreț italian (n. 1928)
- 23 februarie: Janez Drnovšek, 57 ani, președinte al Sloveniei (1989-1990), (n. 1950)
- 23 februarie: Paul Frère, 91 ani, pilot belgian de Formula 1 (n. 1917)
- 24 februarie: Eugen Curta, 48 ani, romancier român (n. 1959)
- 26 februarie: Buddy Miles (n. George Allen Miles jr.), 60 ani, baterist american (Band of Gypsys), (n. 1947)
- 26 februarie: Dan Shomron, 70 ani, general israelian, șeful Statului Major al armatei israeliene (n. 1937)
- 27 februarie: William F. Buckley Jr., 82 ani, intelectual american (n. 1925)
- 27 februarie: Ivan Rebroff (n. Rolf Rippert), 76 ani, cântăreț german (n. 1931)
- 27 februarie: Victor Gore, acordeonist român (n. 1931)
- 28 februarie: Joseph Moses Juran, 103 ani, inginer american de etnie română (n. 1904)

### Martie
- 2 martie: Jules Perahim (n. Jules Blumenfeld), 93 ani, pictor român de etnie evreiască (n. 1914)
- 3 martie: Giuseppe Di Stefano, 86 ani, solist italian de operă (tenor), (n. 1921)
- 4 martie: Emil Puni, 91 ani, deținut politic român (n. 1916)
- 5 martie: Radu Z. Tudose, 79 ani, chimist român (n. 1928)
- 6 martie: Peter Poreku Dery, 89 ani, arhiepiscop catolic de Tamale, Ghana (n. 1918)
- 6 martie: Gustaw Holoubek, 84 ani, actor polonez (n. 1923)
- 7 martie: Leon Greenman, 97 ani, militant britanic antifascist și supraviețuitor al Lagărului de concentrare Auschwitz (n. 1910)
- 7 martie: Luisa Isabel Álvarez de Toledo, 71 ani, istoric și scriitoare spaniolă (n. 1936)
- 11 martie: Akemi Negishi, 73 ani, actriță japoneză (n. 1934)
- 12 martie: Ovidiu Iuliu Moldovan, 66 ani, actor român (n. 1942)
- 12 martie: Erwin Geschonneck, actor german de teatru si film (n. 1906)
- 14 martie: Chiara Lubich (n. Silvia Lubich), 88 ani, activistă italiană catolică, liderul și fondatorul Mișcării Focolare (n. 1920)
- 16 martie: Mihai Dolgan, 66 ani, interpret de muzică ușoară din R. Moldova (n. 1942)
- 16 martie: Johannes Michael Schnarrer, 42 ani, profesor german de etică socială (n. 1965)
- 17 martie: Ioan Mihălțan, 81 ani, episcop român (n. 1926)
- 17 martie: Emmerich Stoffel, 95 ani, comunist român (n. 1913)
- 18 martie: Anthony Minghella, 54 ani, regizor, scenarist britanic (n. 1954)
- 18 martie: Anton Pongratz (aka Antal Pongrácz), 73 ani, scrimer român (n. 1948)
- 19 martie: Arthur Charles Clarke, 90 ani, scriitor britanic (n. 1917)
- 19 martie: Hugo Claus (n. Hugo Maurice Julien Claus), 78 ani, scriitor și regizor belgian (n. 1929)
- 19 martie: Philip Jones Griffiths, 72 ani, fotograf britanic (n. 1936)
- 19 martie: Paul Scofield (David Paul Scofield), 86 ani, actor britanic (n. 1922)
- 20 martie: Alexandru Custov, 53 ani, fotbalist român (n.1954)
- 21 martie: Gadzhi Abashilov, 57 ani, jurnalist rus (n. 1950)
- 21 martie: Marcel Aderca, 88 ani, traducător român (n. 1920)
- 21 martie: Klaus Dinger, 61 ani, muzician german (Kraftwerk), (n.1946)
- 21 martie: John List, 82 ani, criminal american (n. 1925)
- 21 martie: Sofia Ionescu-Ogrezeanu, 87 ani, medic român (n.1920)
- 23 martie: Lella Cincu, 84 ani, soprană română (n.1923)
- 23 martie: Mariana Kahane, 85 ani, cercetătoare, folcloristă și etnomuzicologă româncă (n. 1922)
- 24 martie: Boris Dvornik, 68 ani, actor croat de film și teatru (n. 1939)
- 24 martie: Richard Widmark (Richard Weedt Widmark), 93 ani, actor american de film (n. 1914)
- 26 martie: Erwin Wickert (Erwin Otto Humin Wickert), 93 ani, diplomat și scriitor german (n. 1915)
- 27 martie: Jean-Marie Balestre, 86 ani, președintele FISA (1979-1986), și președintele FIA (1986-1993), (n. 1921)
- 27 martie: George-Mihail Pruteanu, 60 ani, lingvist, eseist și politician român (n. 1947)
- 28 martie: Peter Weber, 60 ani, ornitolog, deputat român (1990-1992), (n. 1947)
- 31 martie: Jules Dassin (n. Julius Dassin), 96 ani, regizor american (n. 1911)

### Aprilie
- 1 aprilie: Moscu Alkalai, 77 ani, actor de teatru și de film, israelian (n. 1931)
- 1 aprilie: Sabin Bălașa, 76 ani, pictor, scriitor și regizor român (n. 1932)
- 1 aprilie: Mosko Alkalai, actor israelian (n. 1931)
- 1 aprilie: Iosif Szökő, 78 ani, fotbalist român de origine maghiară (n. 1930)
- 3 aprilie: Brânzan Gheorghe, 93 ani, veteran de război, plutonier adjutant, în timpul celui de-al doilea Război Mondial (n. 1915)
- 5 aprilie: Charlton Heston (n. John Charles Carter), 84 ani, actor american (n. 1923)
- 6 aprilie: Wanda Sachelarie-Vladimirescu, 92 ani, artistă plastică română (n. 1916)
- 9 aprilie: Jacques Morel, 85 ani, actor de film francez (n. 1922)
- 11 aprilie: Claude Abbes, 80 ani, fotbalist francez (portar), (n. 1927)
- 13 aprilie: John Archibald Wheeler, 96 ani, fizician și educator american (n. 1911)
- 14 aprilie: Ollie Johnston (Oliver Martin Johnston Jr.), 95 ani, pictor american (n. 1912)
- 14 aprilie: Marisa Sannia, 61 ani, cântăreață și actriță italiană (n. 1947)
- 15 aprilie: Dan Grigorescu, 77 ani, istoric literar, eseist (n. 1931)
- 15 aprilie: Dan Mateescu, 97 ani, inginer român, membru al Academiei Române (n. 1911)
- 16 aprilie: Edward Norton Lorenz, 90 ani, matematician american (n. 1917)
- 17 aprilie: Aimé Césaire (Aimé Fernand David Césaire), 94 ani, scriitor francez (n. 1913)
- 17 aprilie: Gwyneth Dunwoody, 77 ani, politician britanic (n. 1930)
- 17 aprilie: Paul Miron, 82 ani, lingvist și filolog român (n. 1926)
- 18 aprilie: Refat Appazov, 87 ani, om de știință sovietic de origine tătaro-crimeeană (n. 1920)
- 18 aprilie: Deliu Petroiu, 85 ani, critic de artă român (n. 1922)
- 18 aprilie: Germaine Tillion, 100 ani, antropoloagă franceză (n. 1907)
- 19 aprilie: Mohammad Abbas Baig, 90 ani, general pakistanez (n. 1917)
- 20 aprilie: Dmitri Crețul, 74 ani, constructor sovietic din R. Moldova (n. 1933)
- 20 aprilie: Monica Lovinescu, 84 ani, critic literar și eseist (n. 1923)
- 21 aprilie: Adi Cusin (n. Adolf Aristotel Cusin), 67 ani, poet român (n. 1941)
- 21 aprilie: Nicăpetre (n. Petre Bălănică), 72 ani, sculptor român (n. 1936)
- 21 aprilie: Nina Simone (n. Eunice Kathleen Waymon), 70 ani, cântăreață, compozitoare, pianistă și activistă americană (n. 1933)
- 22 aprilie: Ernst Vlcek, 67 ani, scriitor austriac de literatură SF (n. 1941)
- 24 aprilie: Marcel Chirnoagă, 78 ani, grafician român (n. 1930)
- 24 aprilie: Cezar Ivănescu, 66 ani, poet român (n. 1941)
- 25 aprilie: Vasile Procopișin, 73 ani, farmacist  din R. Moldova (n. 1934)
- 29 aprilie: Chuck Daigh, 84 ani, pilot american de Formula 1 (n. 1923)
- 29 aprilie: Albert Hofmann, 102 ani, chimist elvețian (n. 1906)
- 29 aprilie: Charles Tilly, 78 ani,  sociolog si istoric american (n. 1929)
- 30 aprilie: Fănuș Băileșteanu (n. Ștefan Băileșteanu), 60 ani, critic și istoric literar român (n. 1947)

### Mai
- 1 mai: Philip Freiherr von Boeselager, 90 ani, nobil german (n. 1917)
- 1 mai: Ivan Evseev, 70 ani, filolog, lingvist, profesor universitar și scriitor român (n. 1937)
- 1 mai: Geo Pistarino, 90 ani, istoric italian (n. 1917)
- 1 mai: Cornel Popa, 76 ani, regizor de televiziune, român (n. 1932)
- 1 mai: John Howard Rutsey, 55 ani, baterist canadian (Rush), (n. 1953)
- 1 mai: Cornel Popa, regizor de televiziune român (n. 1932)
- 2 mai: Pompiliu Macovei, 96 ani, comunist român (n. 1911)
- 3 mai: Leopoldo Calvo Sotelo, 82 ani, politician spaniol (n. 1926)
- 9 mai: Pascal Sevran, 62 ani, prezentator, producător de televiziune, textier, cântăreț și scriitor francez (n. 1945)
- 9 mai: Stela Teodorescu, 81 ani, psiholog, profesor universitar român, prorector al Universității „Alexandru Ioan Cuza” din Iași (1976-1981), (n. 1926)
- 10 mai: Roberto Berardi (arhitect), 71 ani, arhitect italian (n. 1937)
- 12 mai: Simion Pop, 77 ani, scriitor român (n. 1930)
- 12 mai: Robert Rauschenberg (Robert Milton Ernest Rauschenberg), 82 ani, artist american (n. 1925)
- 12 mai: Petre Săbădeanu, 75 ani, interpret român de muzică populară (n. 1932)
- 12 mai: Irena Sendler (n. Irena Krzyżanowska), 98 ani, umanistă poloneză (n. 1910)
- 12 mai: Claudio Undari (Robert Hundar), 73 ani, actor italian (n. 1935)
- 13 mai: Colea Răutu (n. Nikolai Rutkovski), 95 ani, actor român (n. 1912)
- 13 mai: Saad Al-Abdullah Al-Salim Al-Sabah, 78 ani, al 4-lea emir al statului Kuwait (2006), (n. 1930)
- 13 mai: Costică Toma, 80 ani, fotbalist (portar) și antrenor român (n. 1928)
- 15 mai: Alexander Courage (n. Alexander Mair Courage, jr.), 88 ani, compozitor american (n. 1919)
- 15 mai: Traian Georgescu, 77 ani, fundaș de fotbal român (n. 1931)
- 15 mai: Willis Lamb (Willis Eugene Lamb, jr.), 94 ani, fizician american, laureat al Premiului Nobel (1955), (n. 1913)
- 17 mai: Ioan Iovan, 85 ani, părinte arhimandrit, mare duhovnic și teolog român (n. 1922)
- 20 mai: Gellért Raksányi, 82 ani, actor maghiar (n. 1925)
- 22 mai: Melek Amet, 47 ani, fotomodel român de etnie tătară (n. 1960)
- 22 mai: Robert Lynn Asprin, 61 ani, scriitor american de literatură SF (n. 1946)
- 22 mai: Boris Tropaneț, 43 ani, fotbalist (atacant) și antrenor din R. Moldova (n. 1964)
- 23 mai: Cornell Capa, 90 ani, fotograf maghiar-american (n. 1918)
- 24 mai: Visarion Iugulescu (n. Vasile Iugulescu), 85 ani, călugăr român (n. 1922)
- 26 mai: Sydney Pollack (Sydney Irwin Pollack), 73 ani, actor, regizor, producător american (n. 1934)
- 27 mai: Vasile Bulucea, 77 ani, primar al municipiului Craiova (1973-1976 și 1996-2004), (n. 1931)
- 27 mai: Dimitrie-Doru Todericiu (aka Pierre Carnac), 86 ani, scriitor român (n. 1921)
- 30 mai: Harlan Cleveland, 90 ani, politolog american (n. 1918)

### Iunie
- 1 iunie: Yves Saint-Laurent (n. Yves Henri Donat Dave Mathieu-Saint-Laurent), 71 ani, designer de modă, francez (n. 1936)
- 2 iunie: Bo Diddley (n. Ellas McDaniel), 79 ani, cântăreț american, compozitor și chitarist (n. 1928)
- 2 iunie: Mel Ferrer, 90 ani, actor, regizor, autor, producător de film și manager de spectacole american (n. 1917)
- 2 iunie: Ken Naganuma, 77 ani, fotbalist japonez (atacant), (n. 1930)
- 6 iunie: Eugenio Montejo, 69 ani, poet venezuelean (n. 1938)
- 7 iunie: Bernardo Neustadt, 83 ani, ziarist argentinian de etnie română (n. 1925)
- 7 iunie: Dino Risi, 91 ani, regizor italian (n. 1916)
- 8 iunie: Florența Crăciunescu, 53 ani, atletă română (n. 1955)
- 9 iunie: Algis Budrys, 77 ani, autor de literatură SF lituaniano-american (n. 1931)
- 10 iunie: Cinghiz Aitmatov, 79 ani, scriitor kârgâz (n. 1928)
- 10 iunie: Dumitru Bughici (n. Iosif Bughici), 86 ani, compozitor și pedagog originar din România, de etnie evreiască (n. 1921)
- 10 iunie: Liuben Dilov (Luben Dilov), 80 ani, scriitor bulgar de literatură SF (n. 1927)
- 13 iunie: Branka Raunig, 73 ani, arheoloagă bosniacă (n. 1935)
- 18 iunie: Miyuki Kanbe, 24 ani, fotomodel, actriță și artistă japoneză (n. 1984)
- 18 iunie: Nicolae Mihai Pavelescu, 57 ani, profesor de matematică din județul Vâlcea (n. 1950)
- 19 iunie: Constantin Dinischiotu, 81 ani, regizor român (n. 1927)
- 21 iunie: A. B. Yoffe (Abraham B. Yoffe), 84 ani, jurnalist, scriitor, editor și critic literar israelian (n. 1924)
- 22 iunie: George Carlin (George Denis Patrick Carlin), 71 ani, actor american (n. 1937)
- 22 iunie: Gerfried Schellberger, 90 ani, autor și pictor german (n. 1918)
- 24 iunie: Leonid Hurwicz, 90 ani, economist, matematician american de etnie evreiască, laureat al Premiului Nobel (2007), (n. 1917)
- 24 iunie: Alexandru Lungu, 84 ani, medic endocrinolog, grafician, pictor și poet român (n. 1924)
- 26 iunie: Raouf Abbas, 68 ani, istoric egiptean (n. 1939)
- 27 iunie: Raymond Lefèvre, 78 ani, compozitor și dirijor francez (n. 1929)
- 27 iunie: Nicolae Linca, 79 ani, pugilist român (n. 1929)
- 29 iunie: Gheorghe Anghelescu, 73 ani, amiral român, comandant al Marinei Militare Române (n. 1934)
- 30 iunie: Sándor Szinberger, 86 ani, critic muzical și regizor român (n. 1921)

### Iulie
- 1 iulie: Claudia Kuzmina, 85 ani, profesor rus (n. 1923)
- 1 iulie: Dejan Medaković, 85 ani, istoric sârb (n. 1922)
- 4 iulie: Liviu Olah, 74 ani, pastor baptist român (n. 1934)
- 4 iulie: Janwillem van de Wetering, 77 ani, scriitor neerlandez (n. 1931)
- 5 iulie: Josef Puvak, 94 ani, scriitor de limba germană din România (n. 1913)
- 5 iulie: Constantin Tică Sorescu, 77 ani,  interpret, dirijor și folclorist român (n. 1930)
- 6 iulie: Laurențiu Moldovan, 75 ani, pilot român (n. 1933)
- 7 iulie: Ada Brumaru, 78 ani, muzicologă română și critic muzical (n. 1930)
- 7 iulie: Vasile Vasilache, 82 ani, eseist, jurnalist, nuvelist, pedagog, romancier, scenarist de film și scriitor din R. Moldova (n. 1926)
- 8 iulie: Adrian Cristescu, 68 ani, medic neurochirurg român (n. 1940)
- 10 iulie: Vasile Turliuc, 77 ani, economist român (n. 1931)
- 11 iulie: Michael E. DeBakey (n. Michel Dabaghi), 99 ani, medic american de etnie libaneză (n. 1908)
- 11 iulie: Michael Ellis DeBakey, chirurg cardiac american (n. 1908)
- 11 iulie: Michael Ellis DeBakey, chirurg cardiac american (n. 1908)
- 13 iulie: Bronisław Geremek, 76 ani, politician polonez (n. 1932)
- 17 iulie: Lila T. Abaunza, 79 ani, Prima Doamnă a statului Nicaragua (n. 1929)
- 21 iulie: Aboutaleb Talebi, 63 ani, luptător iranian (n. 1945)
- 22 iulie: Estelle Getty, 84 ani, actriță americană (n.1923)
- 22 iulie: Dan Slușanschi, 64 ani, profesor român (n. 1943)
- 26 iulie: Petre Ninosu, 63 ani, jurist și senator român (n. 1944)
- 27 iulie: Youssef Chahine, 82 ani, regizor egiptean (n. 1926)
- 27 iulie: Russell Johnston, 75 ani, politician britanic (n. 1932)
- 28 iulie: Mircea Luca, 86 ani, fotbalist și antrenor român (n. 1921)
- 29 iulie: Mate Parlov, 59 ani, pugilist iugoslav de etnie croată (n. 1948)

### August
- 1 august: Willi Piecyk (Wilhelm Ernst Piecyk), 59 ani, om politic german (n. 1948)
- 1 august: Qian Xiuling, 95 ani, chimistă chineză (n. 1913)
- 2 august: Radu Grigorovici, 96 ani, fizician român de etnie evreiască, membru al Academiei Române (n. 1911)
- 3 august: Aleksandr Soljenițîn, 89 ani, scriitor rus, dizident anticomunist și laureat al Premiului Nobel (1970), (n. 1918)
- 5 august: Sotiris Fotopolos, 70 ani, politician român (n. 1937)
- 7 august: Andrea Pininfarina, 51 ani, inginer și manager italian (n. 1957)
- 8 august: Ann-Mari Aasland, 93 ani, politician norvegian (n. 1915)
- 9 august: Mahmoud Darwish, 67 ani, poet palestinian (n. 1941)
- 9 august: Walter Michael Klepper (Walter Mihai Klepper), 79 ani, compozitor român de etnie germană (n. 1929)
- 9 august: Bernie Mac (n. Bernard Jeffrey McCullough), 50 ani, actor american (n. 1957)
- 9 august: Yodrak Salakjai, 52 ani, actor și cântăreț thailandez (n. 1956)
- 10 august: Isaac Lee Hayes, jr., 65 ani, muzician și actor american (n. 1942)
- 10 august: Tudor Țopa, 80 ani, eseist, prozator, scriitor și traducător român (n. 1928)
- 11 august: Anatoly Khrapaty, 44 ani, halterofil kazah  (n. 1963)
- 13 august: Henri Paul Cartan, 104 ani, matematician francez (n. 1904)
- 16 august: Gheorghe Briceag, 80 ani, anticomunist din R. Moldova (n. 1928)
- 16 august: Elena Leușteanu (Elena Leușteanu Popescu Teodorescu), 72 ani, sportivă română (gimnastică artistică), medaliată olimpic (n. 1935)
- 16 august: Françoise de Veyrinas, 64 ani, politiciană franceză (n. 1943)
- 19 august: Biniamin Gibli, 89 ani, colonel israelian (n. 1919)
- 19 august: Levy Patrik Mwanawasa, 59 ani, președinte al statului Zambia (2002-2008), (n. 1948)
- 20 august: Hua Guofeng, 87 ani, prim-ministru chinez (1976-1980), (n. 1921)
- 21 august: Iosif Constantin Drăgan, 91 ani, om de afaceri italian născut în România (n. 1917)
- 21 august: Hugo Râmniceanu, 91 ani,  om de afaceri, activist sionist și filantrop francez, evreu originar din România (n. 1917)
- 22 august: Graziela Albini, 82 ani, actriță română (n. 1926)
- 22 august: Eugen Patachi, 68 ani, pictor român (n. 1940)
- 22 august: Magda Noela Petrovanu, 84 ani, chimistă română (n. 1923)
- 23 august: Thomas Huckle Weller, 93 ani, virusolog american, laureat al Premiului Nobel (1954), (n. 1915)
- 26 august: Nicolai Baboglu, 80 ani, poet, scriitor, traducător și profesor sovietic și moldovean de etnie găgăuză (n. 1928)
- 26 august: Corina Constantinescu, actriță română (n. 1919)
- 27 august: Gheorghe Tohăneanu, 83 ani, profesor român (n. 1925)
- 28 august: Phil Hill (Philip Toll Hill, jr.), 81 ani, pilot american de Formula 1 (n. 1927)

### Septembrie
- 1 septembrie: Sorin Gheorghiu, 68 ani, actor român de film, teatru și TV (n. 1939)
- 1 septembrie: Ion Iancu, 76 ani, dirijor român (n. 1931)
- 1 septembrie: Jerry Reed, 71 ani, cântăreț de muzică country, chitarist, compozitor și actor american (n. 1937)
- 1 septembrie: Ruxandra Sireteanu (Ruxandra Sireteanu-Constantinescu), 62 ani, biofiziciană germană născută în România (n. 1945)
- 3 septembrie: Joan Segarra (n. Joan Segarra Iracheta), 80 ani, fotbalist spaniol (n. 1927)
- 4 septembrie: Gaby Michailescu (n. Gabriel Michăilescu), 97 ani, jurnalist român (n. 1910)
- 4 septembrie: Marius Mircu (n. Israel Marcus), 99 ani, scriitor român de etnie evreiască (n. 1909)
- 6 septembrie: Anita Page (n. Anita Evelyn Pomares), 98 ani, actriță americană (n. 1910)
- 7 septembrie: Ilarion Ciobanu, 76 ani, rugbist și actor de film român (n. 1931)
- 7 septembrie: Vintilă Ivănceanu, 67 ani, scriitor român (n. 1940)
- 8 septembrie: Ahn Jae Hwan, 36 ani, actor sud-coreean (n. 1972)
- 8 septembrie: Ahn Jae-hwan, actor sud-coreean (n. 1972)
- 9 septembrie: Michael Kilby, 84 ani, om politic britanic (n. 1924)
- 12 septembrie: Tomislav Ladan, 75 ani, scriitor croat (n. 1932)
- 14 septembrie: Ștefan Iordache, 67 ani, actor român (n. 1941)
- 14 septembrie: Keiko McDonald, 68 ani, orientalistă americană, specializată în cultura japoneză (n. 1940)
- 15 septembrie: Richard Wright (Richard William Wright), 65 ani, muzician, pianist britanic (Pink Floyd), (n. 1943)
- 16 septembrie: Dan Horia Mazilu, 65 ani, profesor universitar, critic literar, estetician și istoric literar român (n. 1943)
- 16 septembrie: Doru Pruteanu, 50 ani, autor român (n. 1955)
- 16 septembrie: Paul H. Stahl, 83 ani, etnosociolog român (n. 1925)
- 16 septembrie: Amália Szőke, 79 ani, traducătoare română (n. 1929)
- 18 septembrie: Florestano Vancini, 82 ani, regizor de film și scenarist italian (n. 1926)
- 20 septembrie: Corrado Balducci, 85 ani, teolog italian (n. 1923)
- 20 septembrie: Wilhelm Heidel, 92 ani, handbalist român (n. 1916)
- 20 septembrie: Paul Howell, 57 ani, politician britanic (n. 1951)
- 22 septembrie: Prințul Mihail Feodorovici Romanoff al Rusiei, 84 ani (n. 1924)
- 25 septembrie: Horațiu Rădulescu, 66 ani, compozitor român (n. 1942)
- 26 septembrie: Paul Newman (Paul Leonard Newman), 83 ani, actor american (n. 1925)

### Octombrie
- 1 octombrie: Gwamna Awan, 93 ani, șeful de trib al Căpeteniei Gworog (Kagoro), un stat tradițional nigerian (n. 1915)
- 3 octombrie: George Draga, 73 ani, compozitor român (n. 1935)
- 3 octombrie: Aurel Stroe, 76 ani, compozitor român (n. 1932)
- 4 octombrie: Fred Degazon, 95 ani, primul președinte al Dominicăi (n. 1913)
- 5 octombrie: Thomas Megahy, 79 ani, politician britanic (n. 1929)
- 5 octombrie: Cornel Paraniac, 58 ani, general român (n. 1950)
- 8 octombrie: Gidget Gein (n. Bradley Stewart), 39 ani, muzician american (n. 1969)
- 8 octombrie: Giovanni Giovannini, 88 ani, scriitor italian (n. 1920)
- 8 octombrie: George Emil Palade, 95 ani, medic și om de știință american de etnie română, laureat al Premiului Nobel (1974), (n. 1912)
- 10 octombrie: Jiřina Petrovická, 85 ani, actriță de film cehoslovacă, artist emerit (1968), artist național (1978) (n. 1923)
- 10 octombrie: Ilie Purcaru, 74 ani, publicist și poet român (n. 1933)
- 11 octombrie: Via Artmane (n. Alīda Artmane), 79 ani, actriță letonă (n. 1929)
- 11 octombrie: Jörg Haider, 58 ani, politician austrian (n. 1950)
- 12 octombrie: Alexandru Zavtur, 79 ani, academician din R. Moldova (n. 1929)
- 13 octombrie: Guillaume Depardieu, 37 ani, actor francez, fiul lui Gérard Depardieu (n. 1971)
- 13 octombrie: Frank Rosenthal, 79 ani, director de cazinou american de etnie evreiască (n. 1929)
- 14 octombrie: Barrington J. Bayley, 71 ani, scriitor englez de literatură SF (n. 1937)
- 15 octombrie: Edie Adams (n. Elizabeth Edith Enke), 81 ani, actriță americană (n. 1927)
- 15 octombrie: Fazıl Hüsnü Dağlarca, 94 ani,  poet turc (n. 1914)
- 16 octombrie: Germán Abad Valenzuela, 89 ani, radiolog ecuadorian (n. 1919)
- 17 octombrie: Ben Weider (Benjamin Weider), 85 ani, culturist canadian (n. 1923)
- 18 octombrie: Gheorghe Pavelescu, 93 ani, etnolog, folclorist și profesor universitar român (n. 1915)
- 19 octombrie: Gianni Raimondi, 65 ani, solist italian de operă (tenor), (n. 1923)
- 20 octombrie: Anatol Roșcovan, 48 ani, cântăreț din R. Moldova (n. 1960)
- 22 octombrie: Nicolae Boșcaiu, 83 ani, biolog român, membru al Academiei Române (n. 1925)
- 25 octombrie: Muslim Magomaev, 66 ani, cântăreț rus (n. 1942)
- 26 octombrie: Zsigmond Pál Jakó (Sigismund Jakó), 92 ani, istoric român de etnie maghiară (n. 1916)
- 27 octombrie: Heinz Krügel, 87 ani, fotbalist și antrenor german (n. 1921)
- 27 octombrie: Valentin Mednec, 98 ani, arhitect și publicist sovietic și din R. Moldova (n. 1910)
- 27 octombrie: Es'kia Mphahlele, 88 ani, scriitor, critic literar, profesor și activist sud-african de limbă engleză (n. 1919)
- 28 octombrie: Dina Cocea (n. Maria Constantina Cocea), 95 ani, actriță română de teatru și film (n. 1912)
- 29 octombrie: György Bodnár, 81 ani, scriitor și istoric literar maghiar (n. 1927)

### Noiembrie
- 1 noiembrie: Yma Sumac (n. Zoila Augusta Emperatriz Chavarri del Castillo), 86 ani, cântăreață peruviană (n. 1922)
- 2 noiembrie: Domenico Leccisi, 88 ani, ziarist, sindicalist și politician italian (n. 1920)
- 3 noiembrie: Alan Ford,  84 ani, înotător american (n. 1923)
- 3 noiembrie: Ion Prisada, 78 ani, saxofonist și compozitor român de jazz (n. 1929)
- 4 noiembrie: John Michael Crichton, 66 ani, autor, medic, producător de film, regizor de film, american (n. 1942)
- 4 noiembrie: Valeriu Rusu, 73 ani, profesor universitar român (n. 1935)
- 4 noiembrie: Khertek Anchimaa-Toka, 96 ani, politiciană din Republica Tuva (n. 1912)
- 8 noiembrie: Bodil Aakre, 86 ani, juristă norvegiană (n. 1922)
- 8 noiembrie: Pavel Chirău, 56 ani, ofițer din R. Moldova (n. 1952)
- 8 noiembrie: Alexandru Chirnițchi, 52 ani, muzician din Transnistria (n. 1956)
- 8 noiembrie: Hugh Cook, 52 ani, scriitor britanic (n. 1956)
- 8 noiembrie: Mieczysław Rakowski, 81 ani, politician, istoric și jurnalist polonez comunist (n. 1926)
- 9 noiembrie: Miriam Makeba (n. Zenzile Miriam Makeba), 76 ani, cântăreață sud-africană (n. 1932)
- 12 noiembrie: John Mitchell, 61 ani, muzician britanic (The Jimi Hendrix Experience), (n. 1946)
- 14 noiembrie: Ioan Lăcustă, 60 ani, scriitor român (n. 1948)
- 16 noiembrie: Nikodimos Vallindras, 93 ani, mitropolit grec (n. 1915)
- 17 noiembrie: Ennio De Concini, 84 ani, scenarist și regizor de film, italian (n. 1923)
- 18 noiembrie: Laurențiu Panaitopol, 68 ani, matematician român (n. 1940)
- 23 noiembrie: Dumitru Ghițu, 77 ani, fizician din R. Moldova, membru al ASM (n. 1931)
- 25 noiembrie: William Gibson (William Ford Gibson), 94 ani, dramaturg american (n. 1914)
- 25 noiembrie: William Gibson, dramaturg american (n. 1914)
- 26 noiembrie: Dan Enăchescu, 78 ani, medic român, ministru al sănătății (1969-1972 și 1990), (n. 1930)
- 26 noiembrie: Valentin Tașcu, 64 ani, critic literar român (n. 1944)
- 26 noiembrie: Victor Toma, 86 ani, inginer român (n. 1922)
- 27 noiembrie: Vishwanath Pratap Singh, 77 ani, politician indian (n. 1931)
- 28 noiembrie: Alan Abbott, 82 ani, sportiv britanic (cricket), (n. 1926)
- 28 noiembrie: Gheorghe Zgură, 73 ani, inginer român, profesor universitar la Universitatea Politehnica din București (n. 1935)
- 29 noiembrie: Jørn Utzon, 90 ani, arhitect danez (Opera din Sydney), (n. 1918)
- 30 noiembrie: Béatrix Beck, 94 ani, scriitoare franceză de origine belgiană (n. 1914)
- 30 noiembrie: Artur Silvestri (n. Gabriel Tîrnăcop), 54 ani, scriitor român (n. 1953)
- 30 noiembrie: Iulia Trancu-Iași, 85 ani, profesoară română (n. 1923)

### Decembrie
- 1 decembrie: Aurel Vernescu, 69 ani, caiacist român, dublu laureat olimpic (n. 1939)
- 2 decembrie: Carlos María Abascal Carranza, 59 ani, om politic mexican (n. 1949)
- 4 decembrie: Forrest J. Ackerman (Weaver Wright, Spencer Strong), 92 ani, editor american (n. 1916)
- 5 decembrie: Alexei al II-lea (n. Alexei Mihailovici Rüdiger), 79 ani, patriarh al Bisericii Ortodoxe Ruse (n. 1929)
- 5 decembrie: Ticu Dumitrescu (n. Constantin-Grigore Dumitrescu), 80 ani, om politic, deținut politic român (n. 1928)
- 5 decembrie: Beverly Garland, 81 ani, actriță americană de film (n. 1926)
- 5 decembrie: Anca Parghel, 51 ani, cântăreață și profesoară română de jazz (n. 1957)
- 6 decembrie: Paul Niculescu-Mizil, 85 ani, comunist român (n. 1923)
- 9 decembrie: Ibrahim Dossey, 36 ani, fotbalist ghanez (portar), (n. 1972)
- 10 decembrie: Florica Orăscu, 91 ani, cântăreață română  (n. 1917)
- 11 decembrie: Bettie Page, 85 ani, fotomodel și actriță americană (n. 1923)
- 12 decembrie: Sigitas Zigmas Geda, 65 ani, poet lituanian (n. 1943)
- 12 decembrie: Vasile Gorduz, 77 ani, sculptor român (n. 1931)
- 12 decembrie: Van Johnson (Charles Van Dell Johnson), 92 ani, actor american (n. 1916)
- 12 decembrie: Tassos Papadopoulos (n. Efstathios Nikolaou Papadopoulos), 74 ani, al 5-lea președinte al Ciprului (2003-2008), (n. 1934)
- 15 decembrie: Anghel Rugină, 95 ani, economist american de etnie română (n. 1913)
- 15 decembrie: Romeo-Marius Trifu, 69 ani, deputat român (1990-1992), (n. 1939)
- 16 decembrie: Eugen Cizek, 76 ani, istoric și filolog român (n. 1932)
- 16 decembrie: Nikoła Karaklajić, 82 ani, șahist sârb (n. 1926)
- 18 decembrie: Majel Barrett (Majel Barrett-Roddenberry), 76 ani, actriță americană și producător executiv (n. 1932)
- 18 decembrie: Conor Cruise O'Brien, 91 ani, politician irlandez (n. 1917)
- 20 decembrie: Adrian Mitchell, 76 ani, scriitor britanic (n. 1932)
- 20 decembrie: Robert Mulligan, 83 ani, regizor și producător de film, american (n. 1925)
- 20 decembrie: Petru Pascari, 92 ani, politician din R. Moldova (n. 1929)
- 21 decembrie: Raluca Zamfirescu, 84 ani, actriță română de teatru și film, fiica scriitorului George Mihail Zamfirescu (n. 1924)
- 24 decembrie: Samuel P. Huntington, 81 ani, politolog american (n. 1927)
- 24 decembrie: Harold Pinter, 78 ani, dramaturg britanic de etnie evreiască (n. 1930)
- 24 decembrie: Nicolae Praida, 75 ani, actor român născut în Bulgaria (n. 1933)
- 24 decembrie: Haralamb Zincă (n. Hary Isac Zilberman), 85 ani, scriitor român de etnie evreiască (n. 1923)
- 25 decembrie: Eartha Mae Kitt, 81 ani, actriță americană (n. 1927)
- 25 decembrie: Ann Savage, 87 ani, actriță americană (n. 1921)
- 25 decembrie: Ann Savage, actriță americană (n. 1921)
- 28 decembrie: Quentin C. Aanenson, 87 ani, aviator american (n. 1921)
- 30 decembrie: Mircea Soțchi-Voinicescu, 58 ani, actor de teatru și film din R. Moldova (n. 1950)

### Nedatate
- mai: Eva Cerbu (n. Eva Siegler), 83 ani, pictoriță de etnie evreiască (n. 1924)
- noiembrie: Costache Lazăr, 89 ani, medic chirurg român (n. 1919)
- Felix Dubneac, 95 ani, preot ortodox român (n. 1912)
- Eugen Florescu, 73 ani, comunist român (n. 1935)
- Alexandru Hanță, 76 ani, critic literar român (n. 1931)
- J.T. McIntosh (n. James Murdoch MacGregor), 82 ani, scriitor britanic de literatură SF (n. 1925)
- Ecaterina Merică, 67 ani, chimistă română (n. 1941)
- Andrei Ripianu, 89 ani, inginer român (n. 1919)

## Premii Nobel
- Medicină: Françoise Barré-Sinoussi (Franța), Harald zur Hausen (Germania), Luc Montagnier (Franța)
- Fizică: Makoto Kobayashi, Toshihide Maskawa, Yoichiro Nambu (Japonia)
- Chimie: Martin Chalfie (SUA), Osamu Shimomura (Japonia), Roger Yonchien Tsien (SUA)
- Economie: Paul Robin Krugman (SUA)
- Literatură: Jean-Marie Gustave Le Clézio (Franța)
- Pace: Martti Ahtisaari (Finlanda)

## Mari sărbători religioase
- 23 martie: Paștele catolic
- 20 aprilie: Paștele evreiesc
- 27 aprilie: Paștele ortodox
- 9 octombrie: Yom Kippur
- 28 octombrie: Diwali
- 21 decembrie: Hanukkah
- 25 decembrie: Crăciunul